# Belgrado
Belgrado (in serbo Бeoгpaд?, Beograd) è la capitale e città più popolosa della Serbia. Sorge nella Serbia centrale alla confluenza dei fiumi Sava e Danubio, al confine naturale tra la penisola balcanica e la Pannonia.
Considerata tra le più antiche città d'Europa, nel 4800 a.C. circa, in quest'area si sviluppò la cultura Starčevo. Il territorio fu occupato alcuni secoli dopo dal popolo di Vinča. Nel III secolo a.C. i celti fondarono un villaggio nella zona che oggi è il centro storico di Belgrado. Conquistato poi dai romani, ebbe da questi il nome di Singidunum. Dal IX al XVI secolo Singidunum fu alternativamente sotto il potere dei bizantini, dei bulgari, dei magiari e dei serbi. Nel 1521 la conquistarono gli ottomani. Tra il XVII secolo e il XVIII secolo Belgrado fu più volte espugnata e perduta della Casa d'Asburgo che la fecero per la prima volta capitale costituendo il "loro" Regno di Serbia. Dopo la definitiva liberazione dal dominio turco, nel 1841, fu eretta capitale del Principato di Serbia, che nel 1882 divenne il Regno di Serbia indipendente. Fu poi capitale del Regno dei Serbi, Croati e Sloveni dal 1919 al 1929 e della Jugoslavia fino al 1992.
Con una popolazione di 1576124 abitanti, è l'area metropolitana più popolata dell'ex Jugoslavia; la superficie urbana occupa il 3,6% del territorio serbo e vi risiede il 21% della popolazione del Paese (escludendo quella del conteso Kosovo).
Capitale economica, finanziaria, culturale e scientifica della Serbia, luogo turistico tra i principali dello Stato, la città possiede uno status di maggiore autonomia rispetto agli altri centri urbani: nel quadro amministrativo serbo è infatti equiparata a un distretto ed è divisa in 17 comuni, dotati anch'essi di una propria autonomia organizzativa.

## Geografia fisica

### Territorio

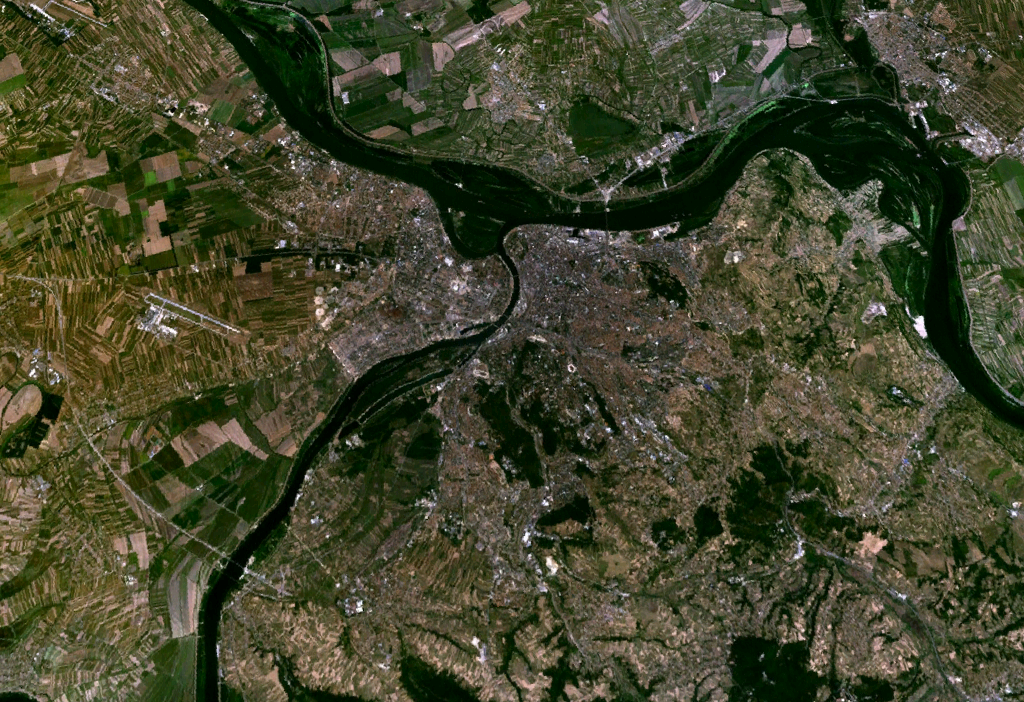
Belgrado dal satellite

Belgrado si trova a 116,75 metri sul livello del mare nel punto di confluenza tra i fiumi Danubio e Sava, alle coordinate geografiche 44°14′N 20°44′E. La città ha un'area metropolitana di 2 839 472 abitanti

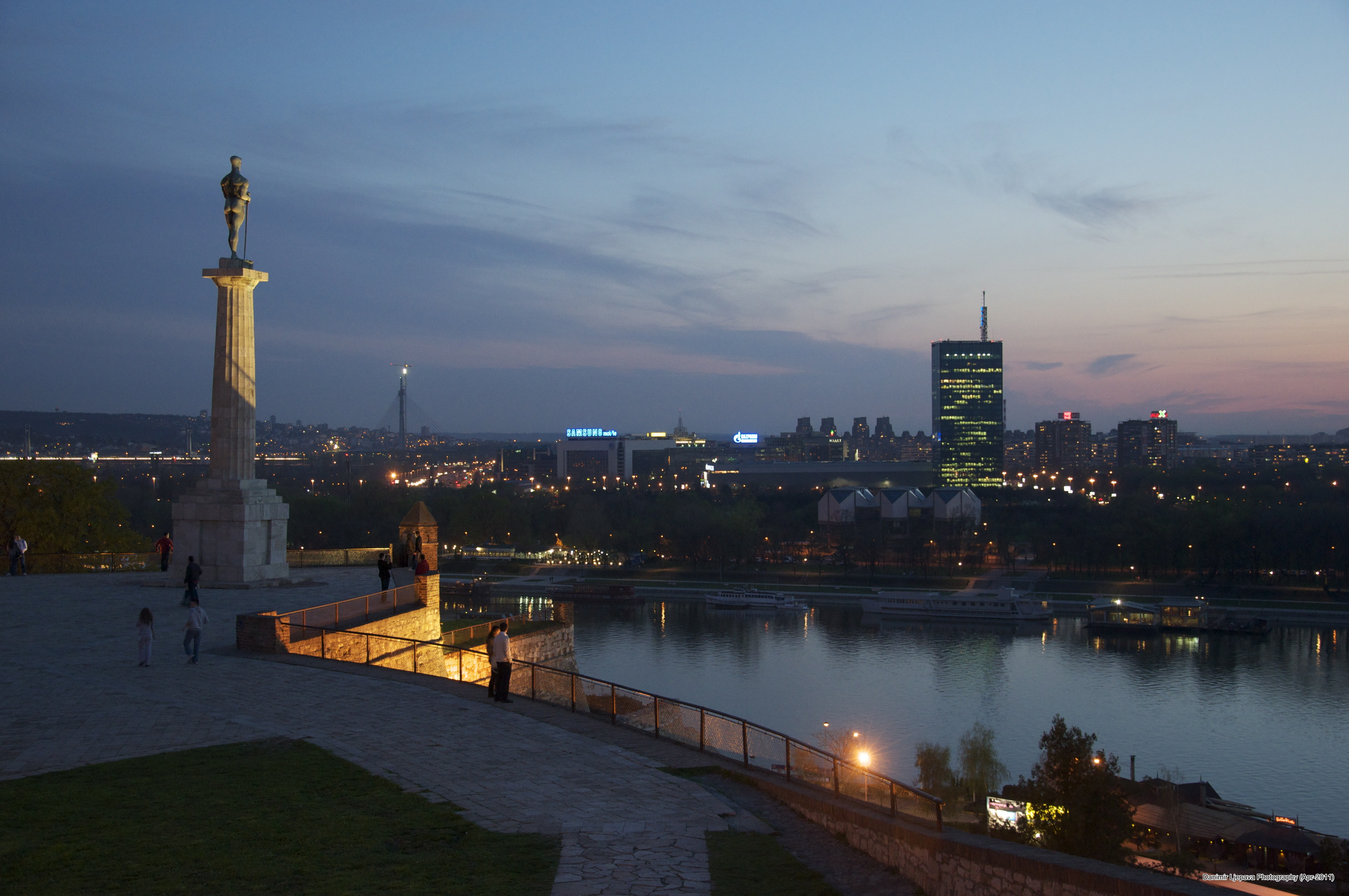
La statua del Vincitore, nei pressi della confluenza fra Danubio e Sava

Il centro storico di Belgrado è situato sulla sponda destra dei fiumi. Dal XIX secolo la città iniziò a svilupparsi a sud e a est, e dopo la seconda guerra mondiale si sviluppò sulla sponda sinistra dei fiumi, unendosi a Zemun. Piccole città residenziali come Krnjača e Palilula si unirono anch'esse a Belgrado. La città copre un'area di 360 chilometri quadrati, mentre la sua area metropolitana copre 3 223 chilometri quadrati.

### Clima
Belgrado gode di un moderato tiepido clima continentale. La temperatura media annua è di 11,7 °C: la più calda è quella di luglio (22,1 °C). In un anno a Belgrado, mediamente, ci sono trenta giorni in cui la temperatura è superiore ai 30 °C, e novantacinque giorni in cui la temperatura è sopra i 25 °C. Annualmente, le precipitazioni ammontano a 700 mm di pioggia. Le ore annuali di sole sono, di media, 2 096. I mesi con più ore di luce sono luglio e agosto, con circa 10 ore di sole, mentre i mesi con meno ore di sole sono dicembre e gennaio, che ne hanno solo 2 al giorno. La più alta temperatura registrata a Belgrado è stata di 43,1 °C, mentre la più bassa è stata di -27 °C.
In inverno un vento molto freddo, la Košava, colpisce la città da sud-est. L'estate è di solito assai calda, con temperature spesso superiori a 40 °C. I mesi con il clima più mite sono maggio, settembre e ottobre.

## Origini del nome
Singidūn, appellativo di origine celtica, è stato il primo nome di Belgrado, e fu citato per la prima volta nel 279 a.C. Fu, poi, trasformato dai Romani in Singidunum. Dall'824 e per alcuni decenni, nel periodo in cui i Bulgari dominarono i territori serbi, Belgrado era conosciuta come Alba Bulgarica.
Il nome Beograd, in cirillico Бeoгpaд (letteralmente "città bianca"), fu imposto alla città da Papa Giovanni VIII, ma fu usato per poco tempo; infatti, i Bulgari che la governavano la rinominarono Alba Græca (ossia "[città] bianca greca").
I Magiari chiamarono Belgrado Fehérvár, Nándoralba, Nándorfehérvár e Lándorfehérvár, mentre i tedeschi usavano popolarmente Weissenburg (che significa sempre "città bianca", o "paese bianco"). I Bizantini, che dominarono la città per diversi secoli, la denominarono Velígradion (Βελίγραδιον), mentre gli Italiani, anticamente, usavano Castelbianco. Durante l'occupazione ottomana, la città era detta Darülcihad. Prinz-Eugenstadt fu il nome di Belgrado durante l'occupazione tedesca nella seconda guerra mondiale.

## Storia

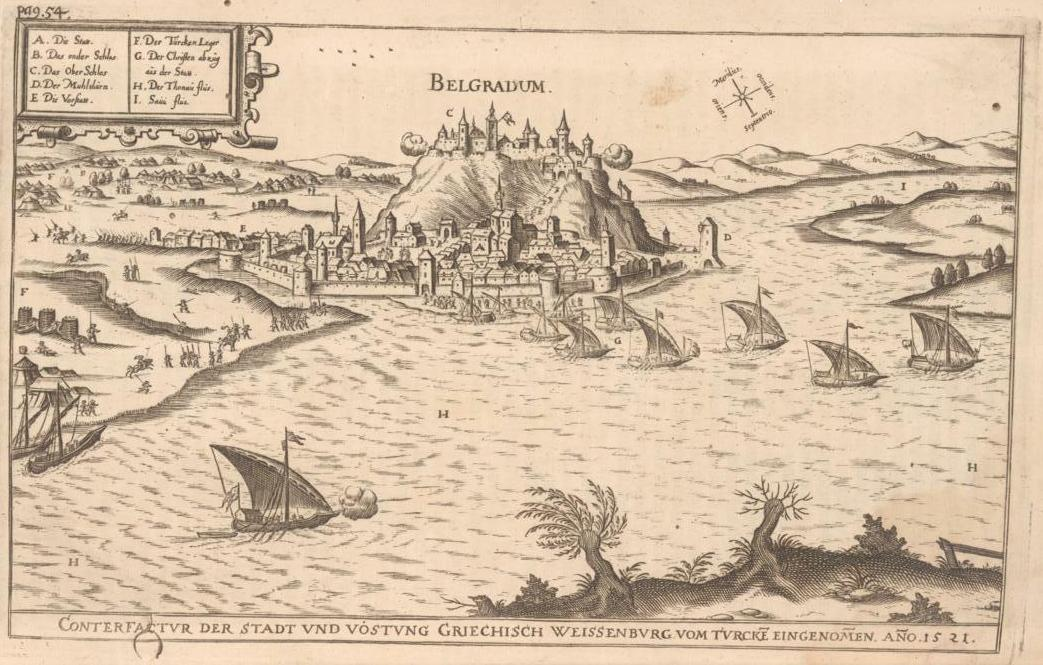
La fortezza di Belgrado nel XVI secolo

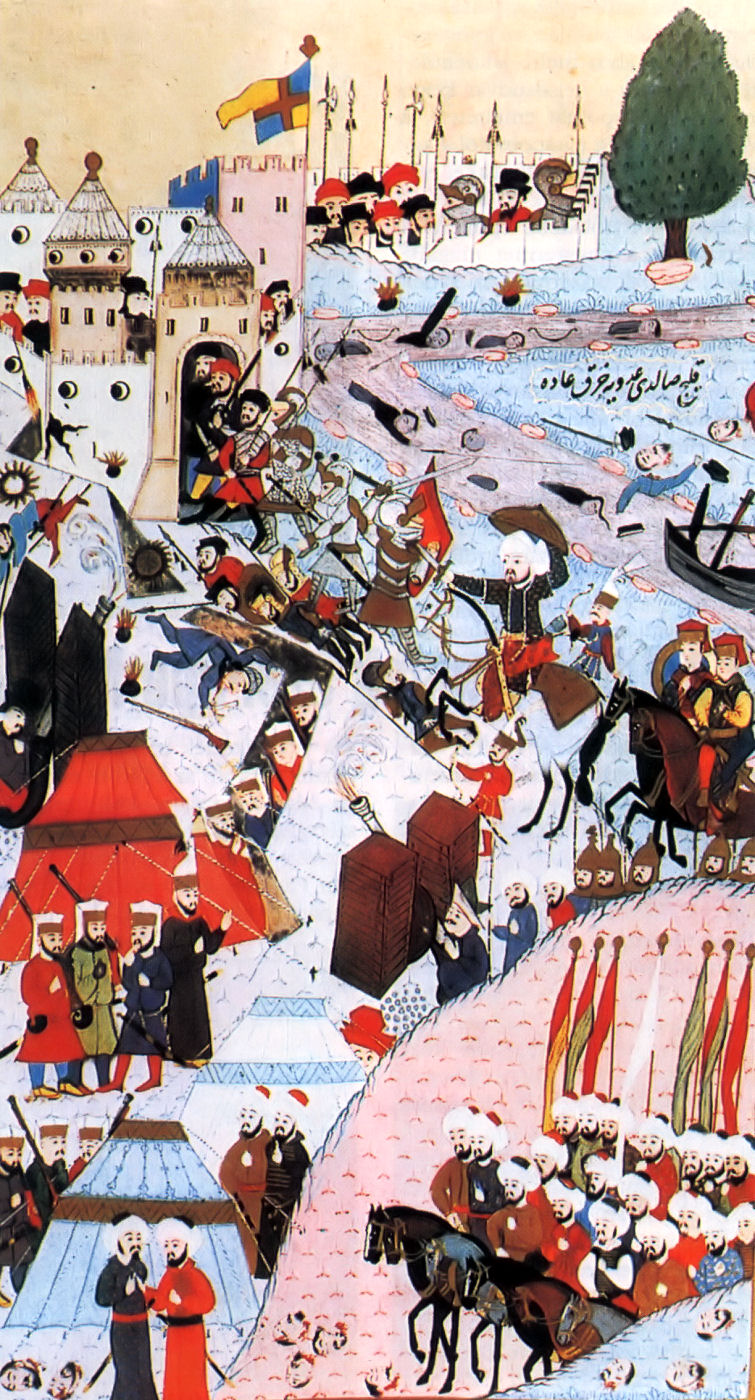
L'Assedio di Belgrado del 1456

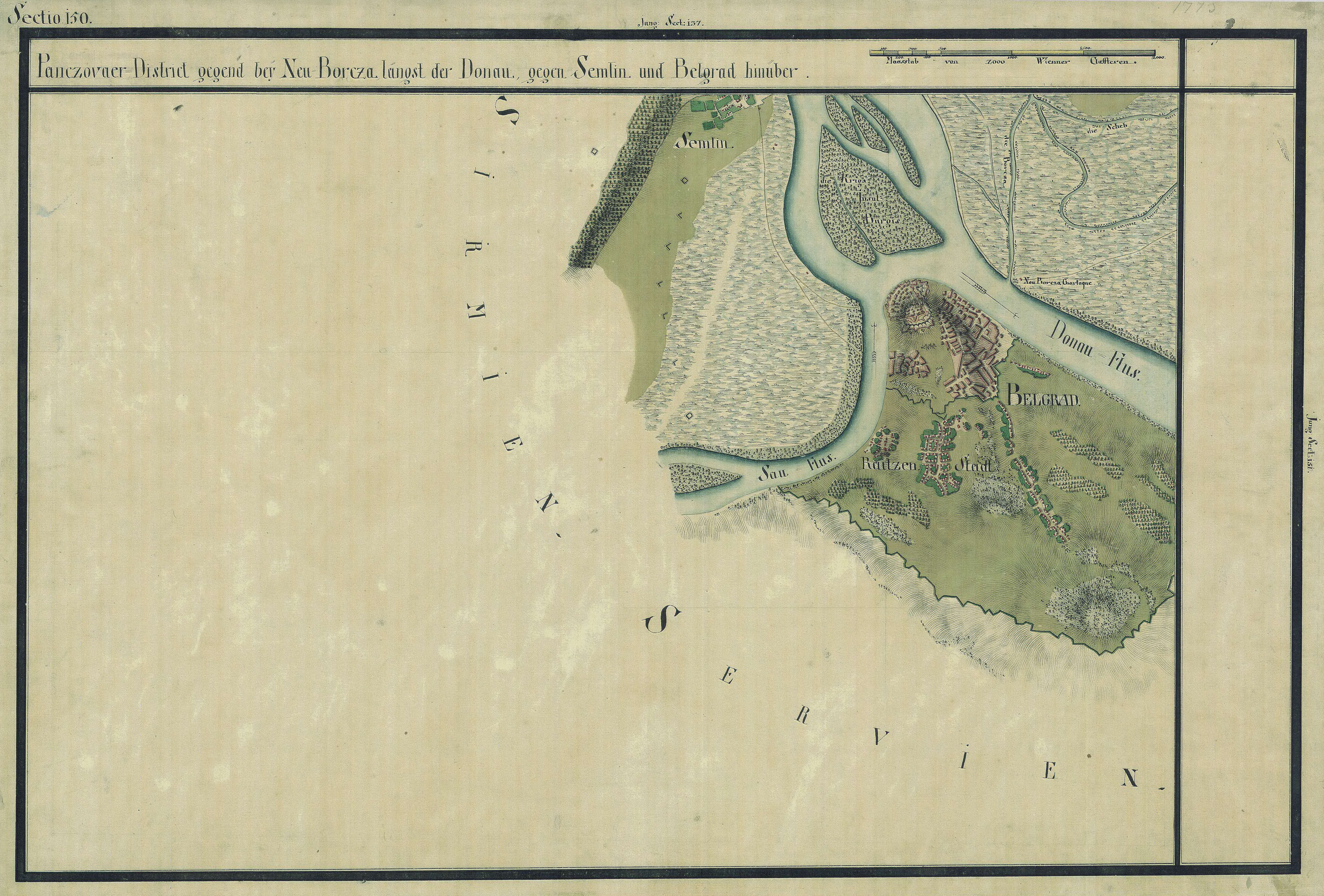
Belgrado nella regione del Banato: Catasto Austriaco, 1769-72

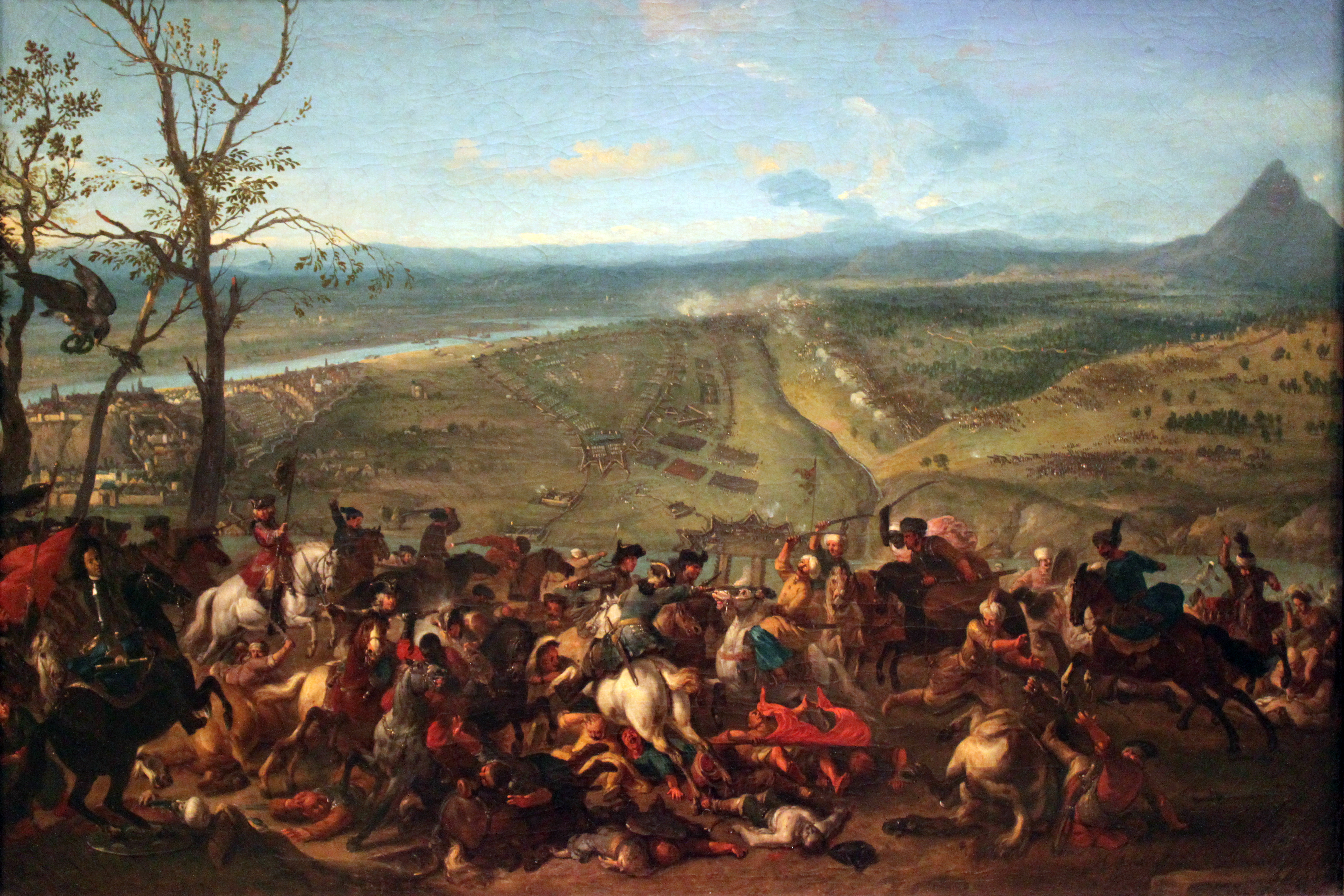
Il Principe Eugenio di Savoia cattura Belgrado il 16 agosto 1717

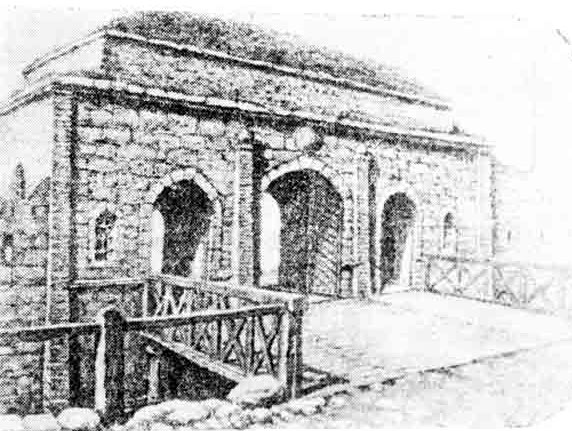
La Porta di Istanbul

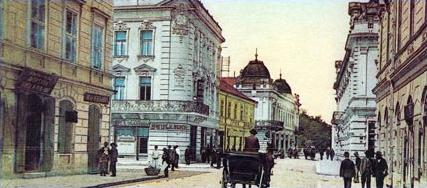
Via Knez Mihailova alla fine del XIX secolo

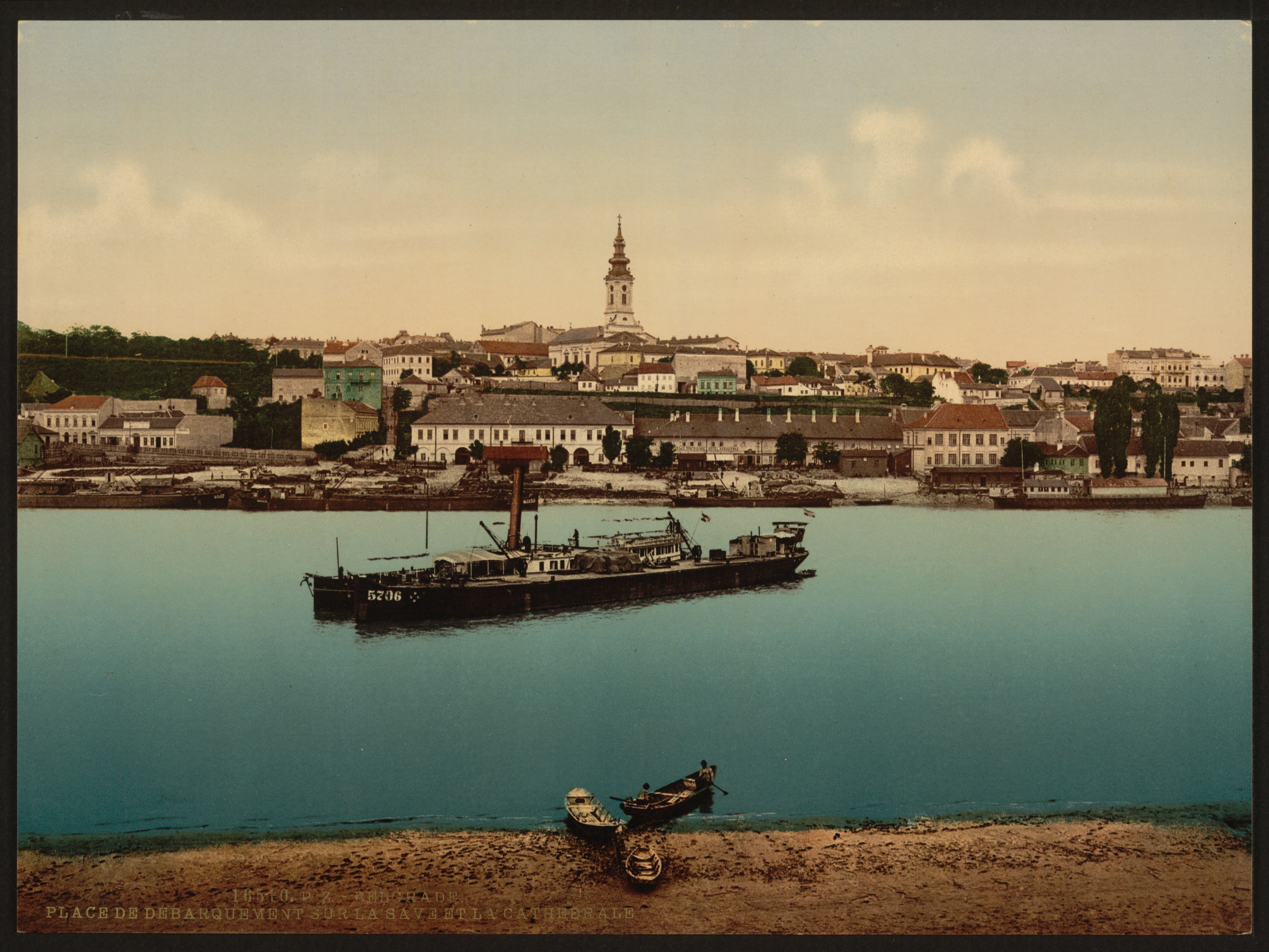
Belgrado tra il 1880 e il 1900

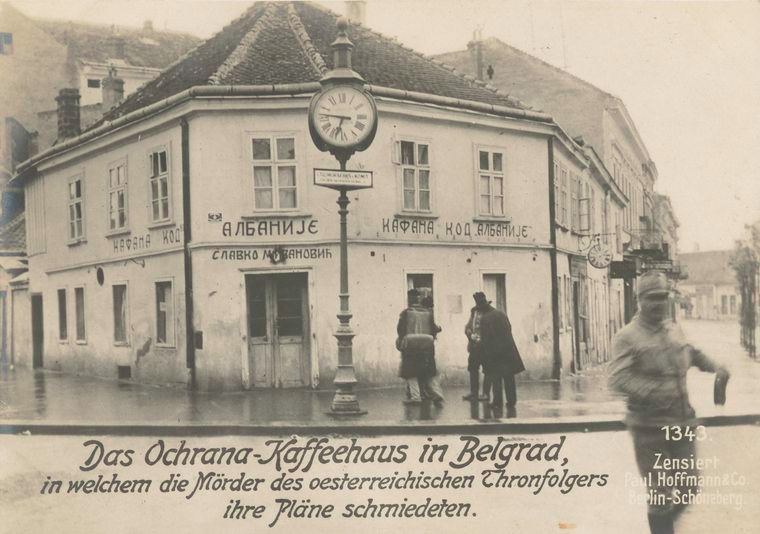
Un caffè durante la prima guerra mondiale

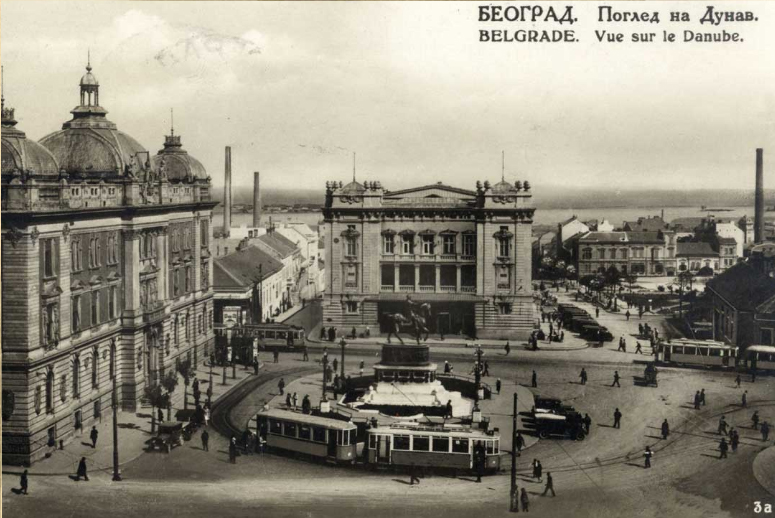
Piazza della Repubblica nel 1934

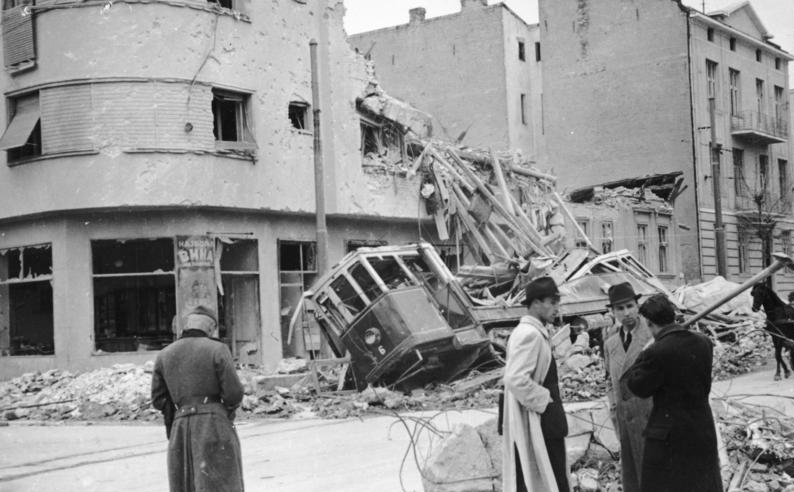
Bombardamenti del 1941

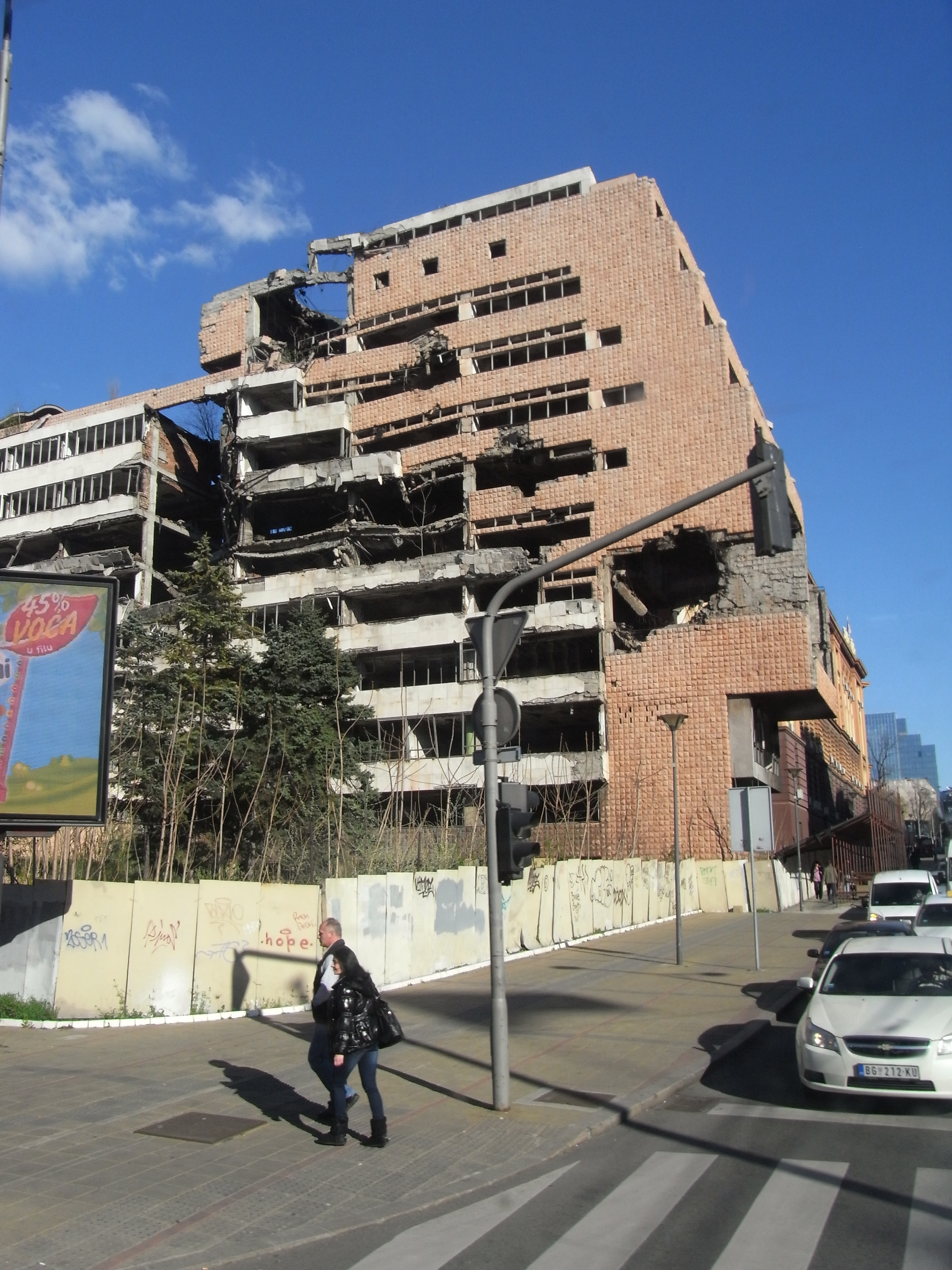
Resti dei bombardamenti del 1999 presso l'Edificio dello Stato Maggiore

Le popolazioni neolitiche Starčevo e Vinča abitavano la zona di Belgrado e parte dell'Asia Minore sin dal 5000 a.C.
La stirpe celtica degli Scordisci, fondò una città nel territorio in cui oggi sorge il centro storico, dandole il nome di Singidūn, rinominata Singidunum alla fine del I secolo a.C./inizi del I secolo, dopo la conquista romana e fortificata con la costruzione di un castrum legionario appartenente alla nuova provincia della Mesia.
Insieme alla vicina Viminacium, costituì per secoli una roccaforte di importanza fondamentale per il settore strategico medio-danubiano. A Singidunum soggiornarono diversi imperatori in vista delle campagne militari nella vicina piana del fiume Tibisco o in Dacia, tra questi, Traiano durante la conquista della Dacia (nel 101-106 d.C.), Marco Aurelio durante le guerre marcomanniche (nel 175 e 180 d.C.), Massimino il Trace (nel 235-236) e Costantino il Grande (attorno al 335).
Con la nascita dell'Impero romano d'Oriente, nel 395, fu sottomessa al potere di Costantinopoli. Successivamente la città fu invasa dagli Unni, dai Sarmati, dagli Ostrogoti e dagli Avari, prima che, nel 630, giungessero gli Slavi. Furono proprio loro che rinominarono Singidunum in Belgrado: la prima volta in cui il termine Beograd fu menzionato fu nell'anno 878. Per quattro secoli, Bizantini, Ungheresi e Bulgari si contesero il dominio di Belgrado, finché nel 1284 i Serbi conquistarono la città, che divenne parte del Regno di Stefano II Dragutin, il quale la governò tra il 1276 e il 1282.
Dopo la Battaglia di Kosovo Polje, avvenuta nel 1389, i territori meridionali della Serbia furono inglobati nell'Impero ottomano; Belgrado prima restò indipendente, poi fu ceduta alla corona ungherese. Il 28 agosto 1521 Belgrado fu conquistata da Solimano il Magnifico. Nel XVII secolo la popolazione ammontava circa a 100 000 abitanti. In città furono costruite diverse moschee e parecchi turchi vi si trasferirono al seguito della nuova amministrazione ottomana.
Per tre volte, ossia nel 1689-1691, nel 1717-1739 e nel 1789-1791, Belgrado fu espugnata dagli austriaci e creata capitale del rinato Regno di Serbia la cui Corona fu tenuta dagli Asburgo, e riconquistata dai turchi. Nel 1806 i Serbi si ribellarono agli occupanti ottomani, che però repressero la sommossa; successivamente, nel 1817, a seguito di una nuova rivolta, l'Impero ottomano riconobbe alla Serbia una larga autonomia e nel 1841 Belgrado divenne capitale del nuovo Principato di Serbia.
Dopo l'indipendenza, ottenuta nel 1878, e l'integrazione nel Regno di Serbia del 1882, Belgrado divenne un importante nodo commerciale nella Penisola Balcanica, e per questo motivo si popolò molto rapidamente. La gente di Belgrado abbandonò l'agricoltura per occuparsi di altri settori: divennero operai e manovali, in particolare per la costruzione della ferrovia per Niš. All'inizio del XX secolo, Belgrado aveva solo 69 100 abitanti, nel 1905 aveva raggiunto gli 80 000, e nel 1914, allo scoppio della prima guerra mondiale, contava più di 100 000 abitanti, senza contare i residenti di Zemun.
A seguito delle conferenze di pace e dello smantellamento dell'Impero austro-ungarico, alla fine della prima guerra mondiale, nel 1929 divenne capitale del Regno di Jugoslavia. Il 6 aprile 1941 Belgrado subì un durissimo bombardamento da parte delle forze tedesche, che causò migliaia di vittime. La Jugoslavia fu invasa dagli eserciti tedesco, italiano, ungherese e bulgaro.
Nell'estate del 1941 i tedeschi bombardarono nuovamente Belgrado e deportarono molti cittadini, in particolare quelli di origine ebraica, sotto il comando del generale Franz Böhme, il militare tedesco che in quel periodo governava la Serbia. Böhme ebbe questo incarico allo scopo di sterminare la comunità ebraica di Belgrado.
La città fu bombardata ancora una volta il 16 aprile 1944, dalle forze alleate; in quest'occasione più di 1 500 persone persero la vita. La maggior parte della città rimase sotto il dominio dei tedeschi fino al 20 ottobre 1944, finché l'Esercito Popolare di Liberazione della Jugoslavia e l'Armata Rossa la liberarono. Il 29 novembre 1945 il Maresciallo Josip Broz Tito onorò Belgrado facendo di essa la capitale della Repubblica Socialista Federale di Jugoslavia.
Nel 1958 fu costruita la prima stazione televisiva della città. Nel 1961, una conferenza del movimento dei paesi non-allineati fu tenuta in città durante la presidenza di Josip Broz Tito. Gli studenti nel 1964 protestarono contro il suo governo, e la disputa si concluse con la frase di Tito:
(Josip Broz Tito)
Il 9 marzo 1991 sorsero spontanee manifestazioni contro il governo comunista di Slobodan Milošević, che fece intervenire contro i manifestanti la polizia e l'esercito, munito di carri armati, causando 2 morti e l'arresto di 213 persone, e facendo inoltre arrestare uno dei leader dell'opposizione scesi in piazza, Vuk Drašković. Altre proteste contro il Governo ebbero luogo dal novembre 1996 al febbraio 1997; il malcontento popolare portò a nuove elezioni. Attacchi da parte di elementi filo governativi furono portate avanti contro il Sindaco Zoran Đinđić anche lui membro dell'opposizione al regime di Milošević.
Belgrado fu bombardata dalle forze aeree della NATO durante la guerra del Kosovo nel 1999 e subì danni considerevoli. I bombardamenti colpirono i ministeri della difesa, dell'interno e delle finanze, la residenza presidenziale, alcune stazioni radio-televisive, l'ospedale Dragiša Mišović, case private nella zona di Zvezdara, la sede del Partito Socialista (ex comunista), l'hotel Jugoslavija e l'ambasciata cinese. Gli ufficiali della NATO dichiararono che quest'ultima venne bombardata per errore, perché i piloti statunitensi avevano usato vecchie mappe della città che non riportavano gli ultimi aggiornamenti.
Dopo le elezioni del 2000, che sono state caratterizzate da numerosi brogli, Belgrado è stata teatro di numerose manifestazioni, che hanno causato le dimissioni ed il conseguente arresto di Slobodan Milošević.
Dopo lo scioglimento dell'Unione di Serbia e Montenegro, avvenuto nel 2006, la città è la capitale della Serbia.

### Stemma e bandiera

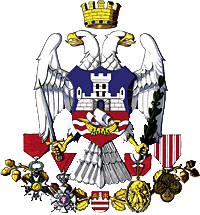
Emblema completo

Lo stemma attuale di Belgrado, fu disegnato nel 1931 dal pittore Đorđe Andrejević Kun. Rappresenta una fortificazione con mura bianche a simboleggiare la città stessa il cui nome significa città bianca, con le porte delle mura aperte ad indicarne la vocazione commerciale, e le torri che ne rappresentano la sovranità. Al di sotto della fortificazione, due linee bianche ondulate rappresentano i due fiumi (la Sava e il Danubio) lungo le cui sponde Belgrado sorge. Una gialla trireme romana rappresenta l'antichità di Belgrado.
I colori dello stemma, oltre al bianco, sono il rosso che simboleggia le sofferenze alle quali la città è stata sottoposta durante tutta la sua storia e il blu, simbolo di fiducia e speranza per il futuro. Bianco, blu e rosso sono i colori tipici della Serbia, e, in generale, sono i colori panslavi. Questa versione è quella avente valore legale.
L'emblema completo di Belgrado, non utilizzato, però, ufficialmente, rappresenta un'aquila bifronte bianca, simbolo della Serbia, sul cui petto è disegnato lo stemma e sul cui capo c'è una corona muraria, simbolo della dignità di capitale. L'aquila regge nelle zampe una spada che ìndica le virtù guerriere e un ramo d'ulivo che simboleggia la pace. Sotto all'aquila, intrecciate a due rami di quercia, che rappresentano le virtù civiche, sono inserite le onorificenze concesse alla città, ossia, la Legion d'onore, conferitale il 21 dicembre 1920, la Croce di guerra Cecoslovacca, donatale l'8 ottobre 1925, la Stella di Karađorđe, ricevuta l'8 maggio 1939 e la Stella dell'Eroe nazionale della Jugoslavia, ottenuta il 20 ottobre 1974, anniversario della fine dell'occupazione nazista della città.
La bandiera è uno sviluppo dello stesso stemma al di fuori dei bordi dello scudo.

## Monumenti e luoghi d'interesse

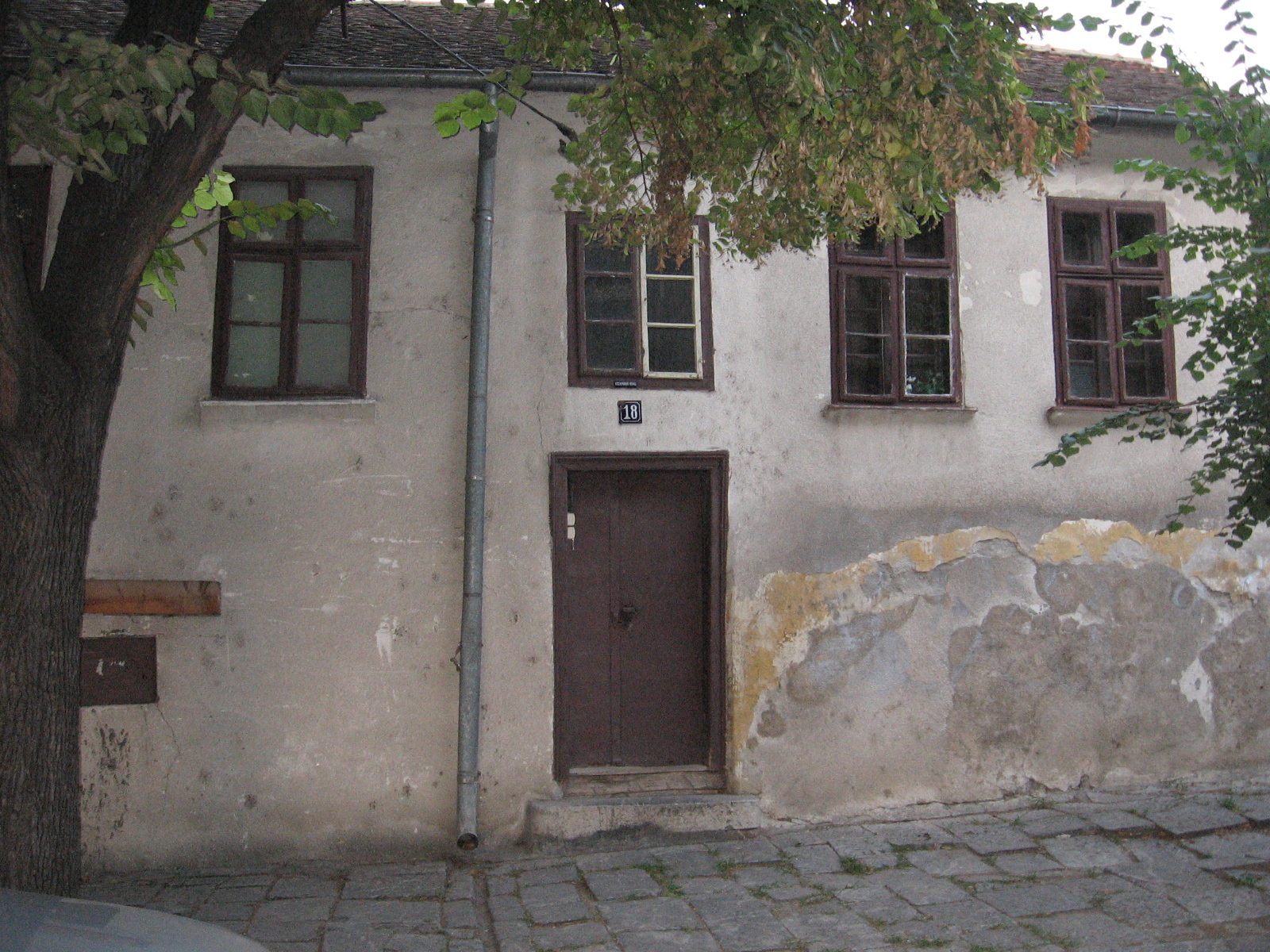
Una casa in Kosančićev Venac

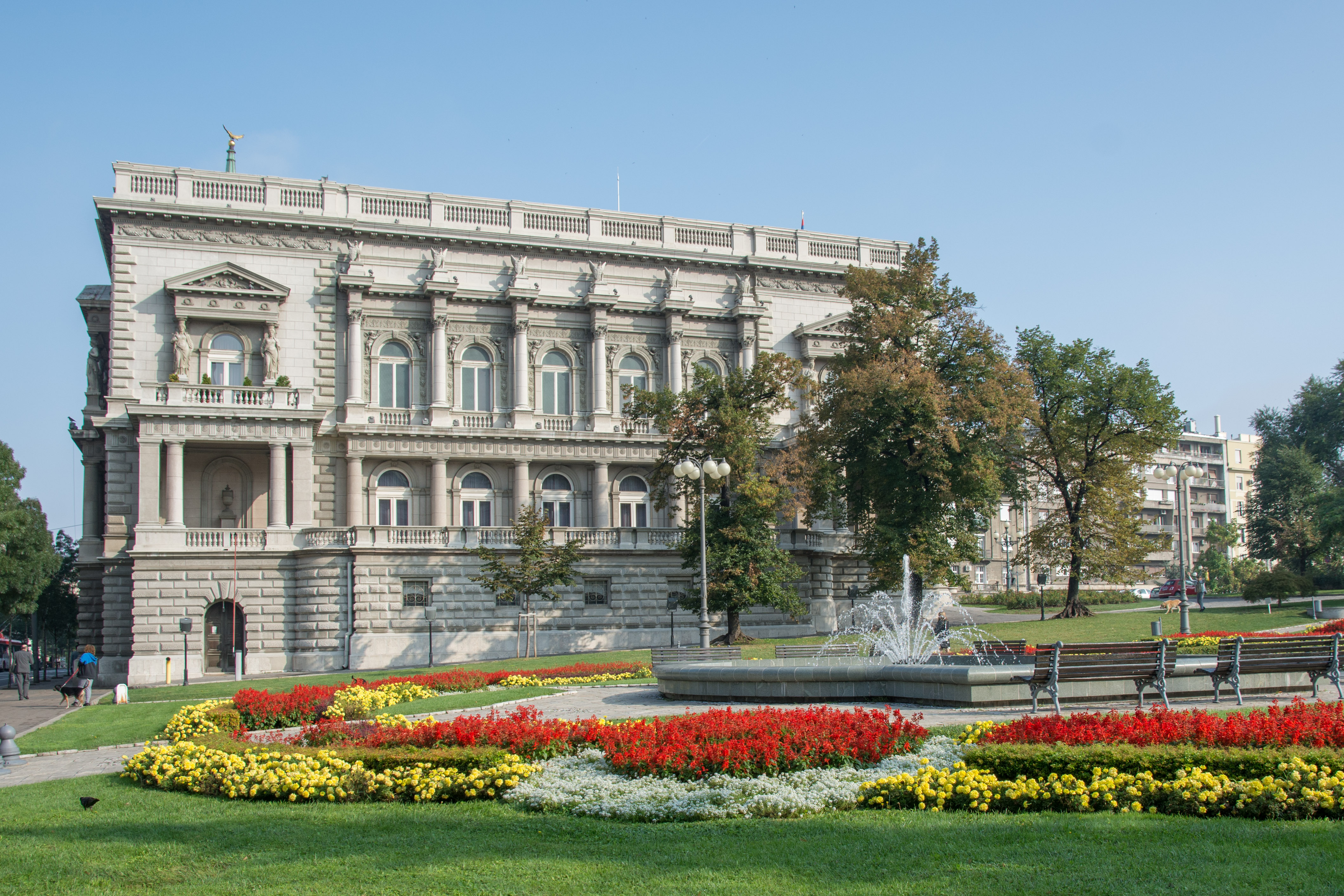
Il Palazzo Vecchio

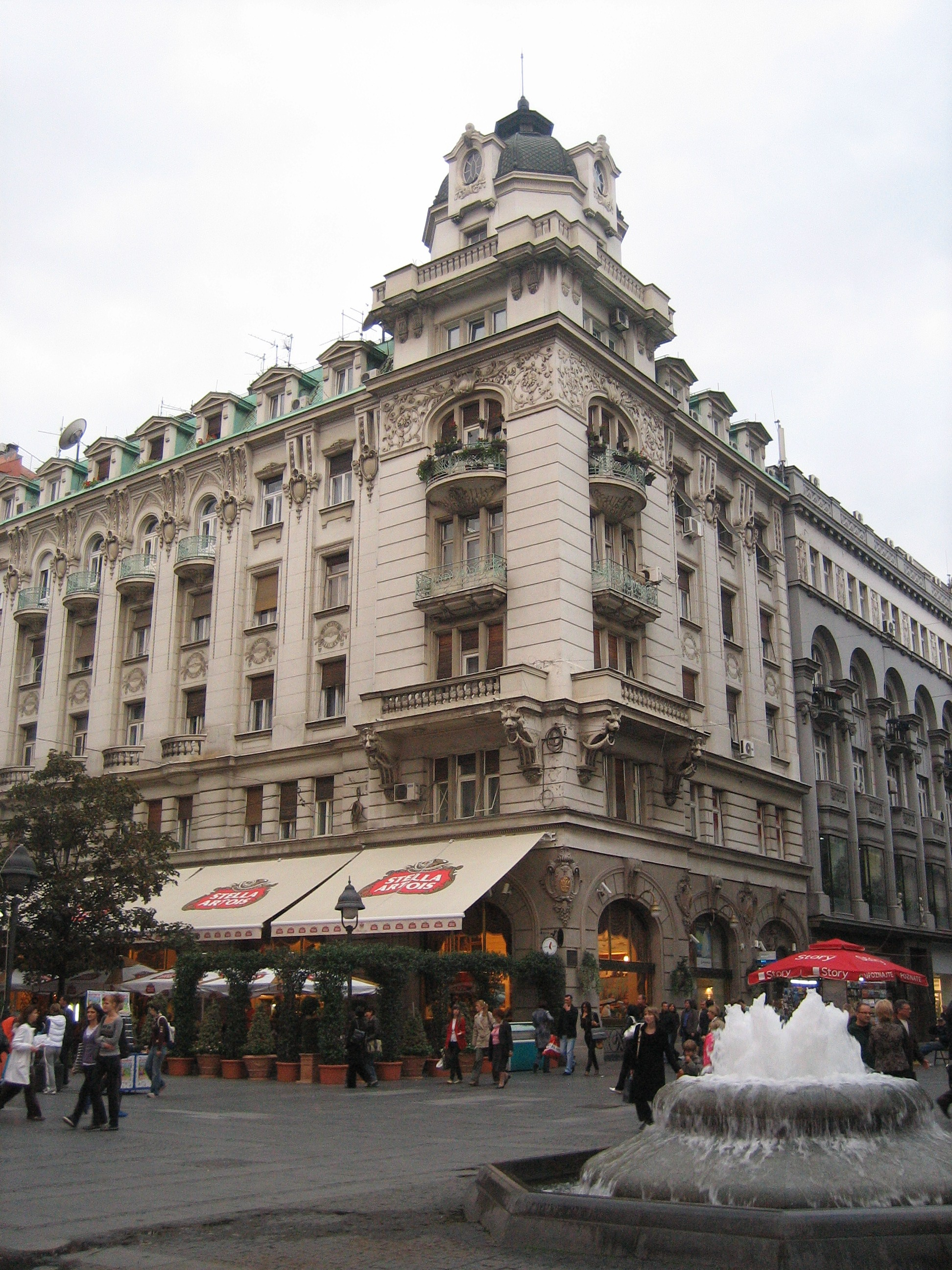
Il centro di Belgrado con la Kafana Ruski Car

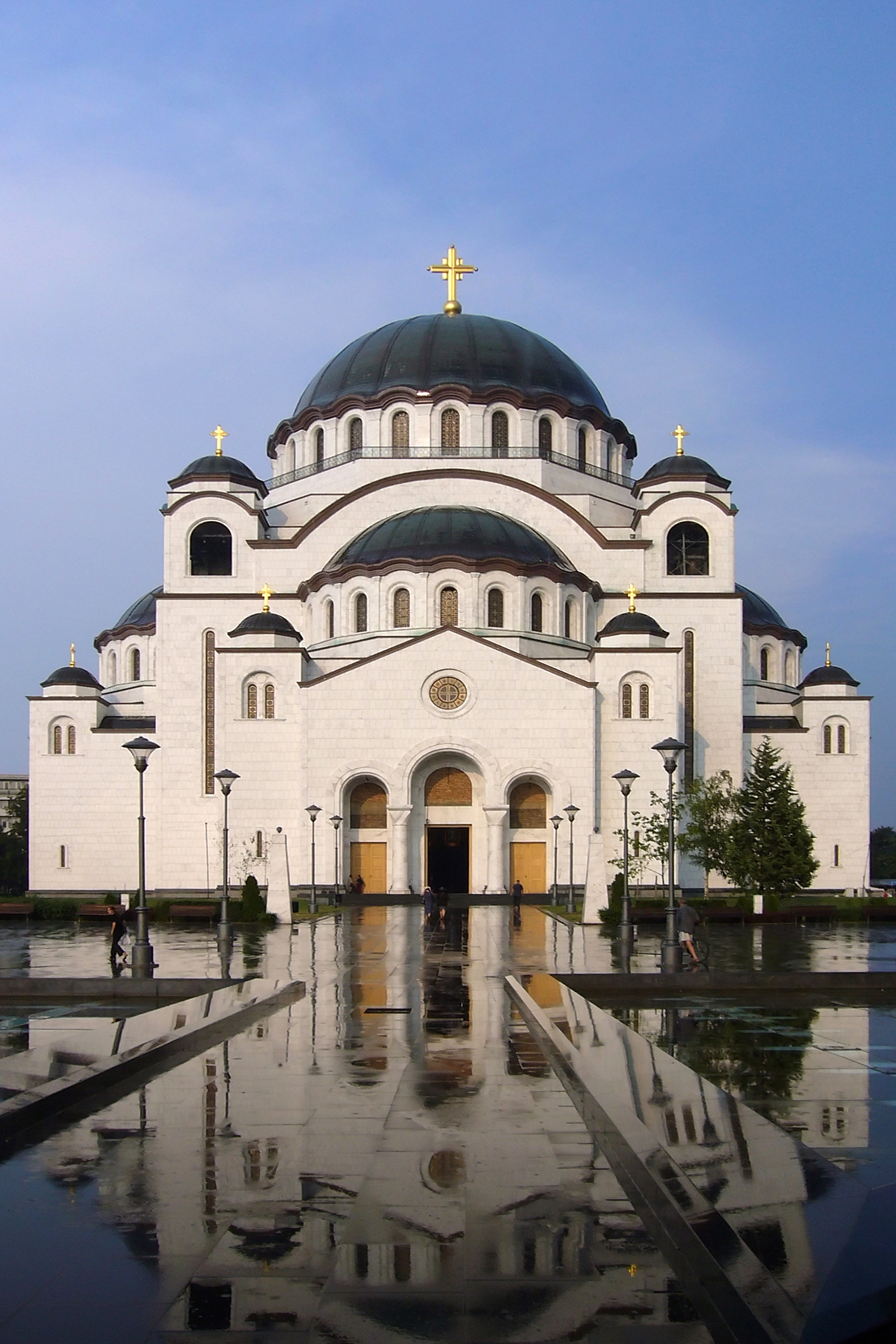
Il tempio di San Sava

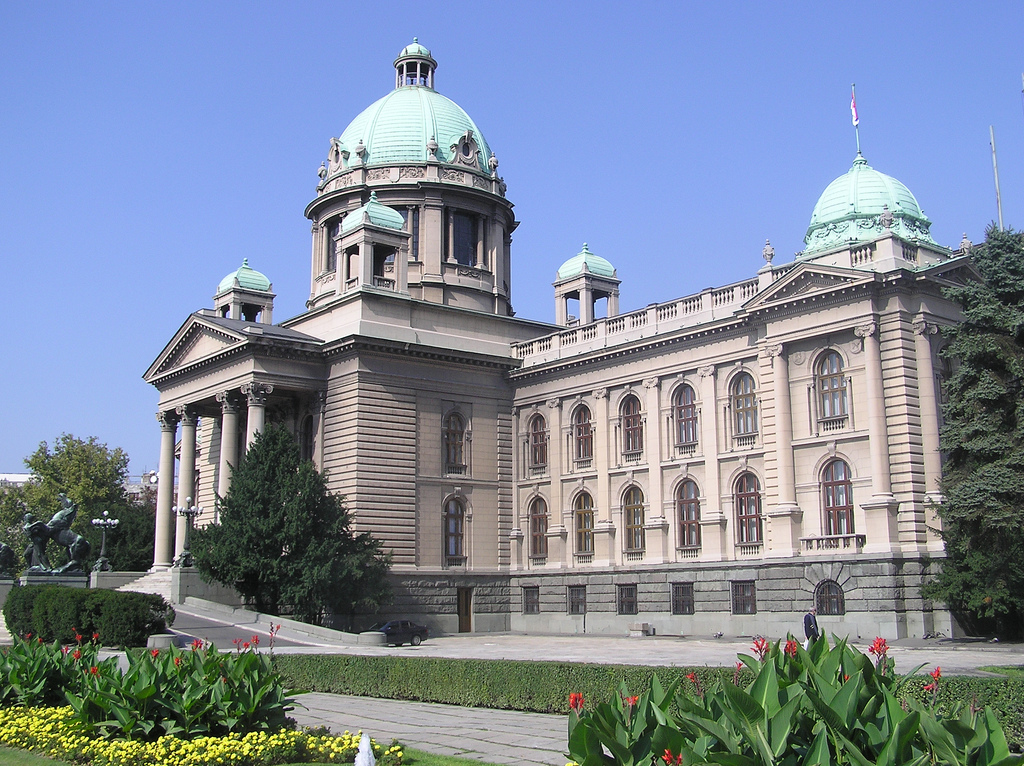
Il Parlamento serbo

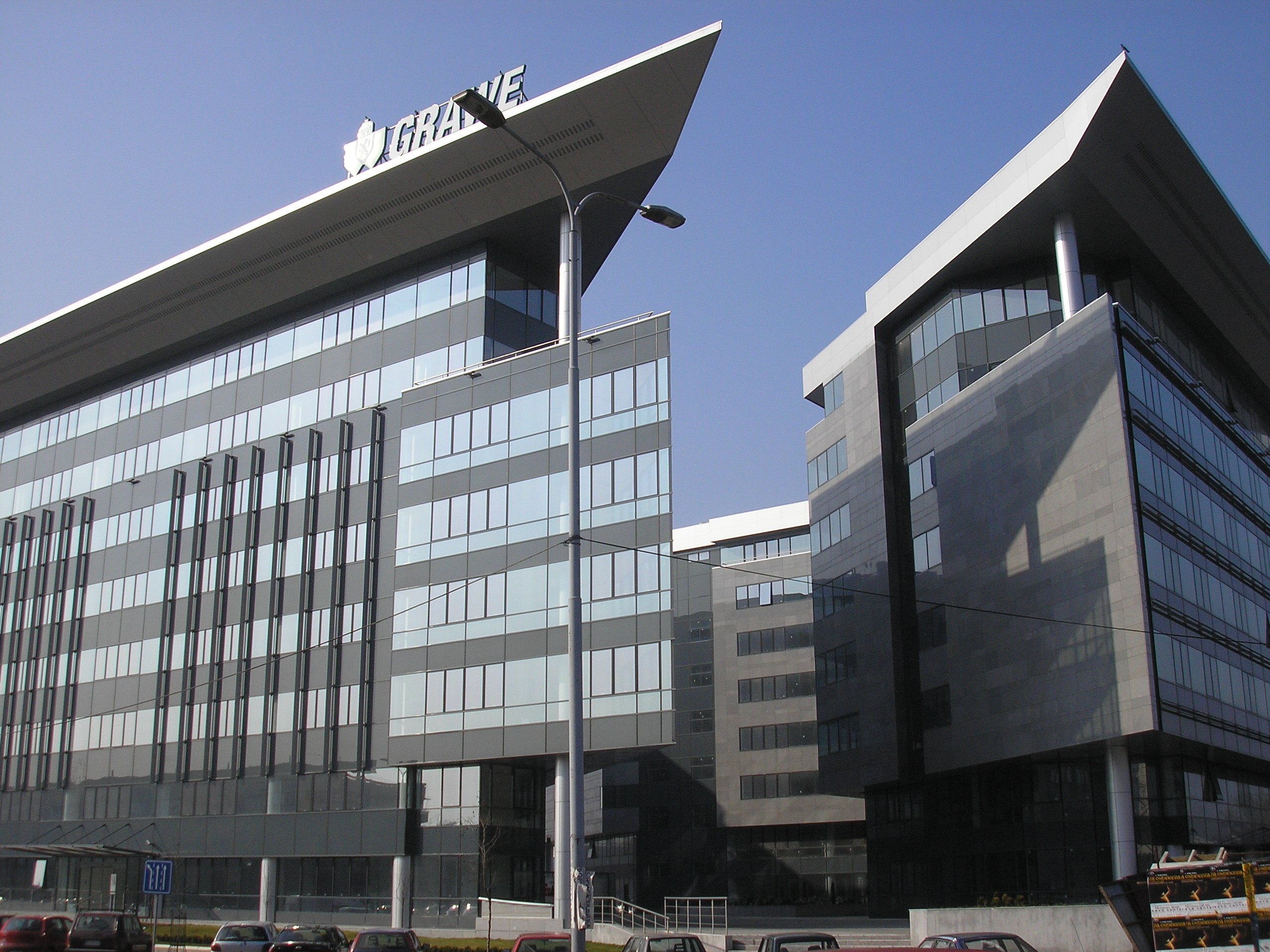
Edifici a Novi Beograd

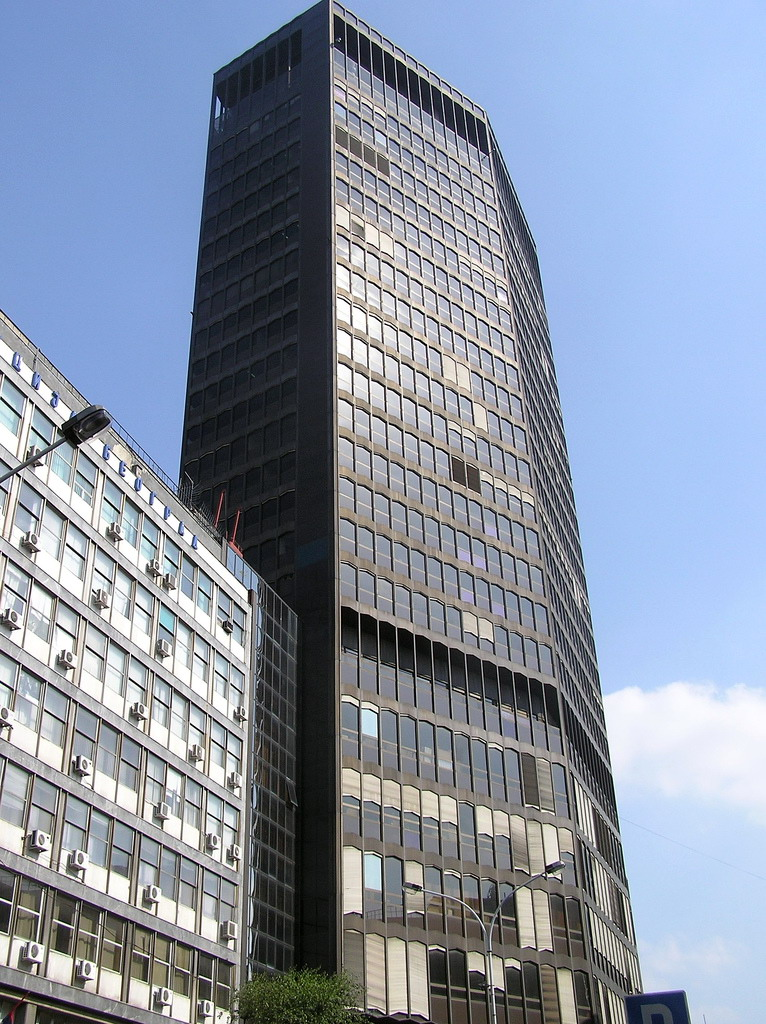
La Beograđanka

Gli edifici più antichi di Belgrado risalgono alla prima metà del XIX secolo: le precedenti costruzioni, se si eccettuano i resti delle mura e di una türbe (tomba gentilizia) ottomana della cittadella fortificata, andarono, in gran parte, distrutte nelle diverse guerre nelle quali la città fu coinvolta. Dopo la conquista dell'autonomia della Serbia dall'Impero ottomano, le strutture di epoca turca, case private, moschee, madrase, caravanserragli, furono sostituite dai nuovi edifici previsti dal piano regolatore.
La prima area della città ad essere costruita dai serbi fu quella di Kosančićev Venac, a ridosso della fortezza, dove furono edificate case basse, simili a quelle presenti nel quartiere di Zemun, lungo la riva sinistra del Danubio, d'ispirazione austriaca, e la Cattedrale di San Michele del 1837 nello stile classicista con elementi barocchi. Le prime nuove costruzioni della città furono opera di architetti e maestranze straniere, in particolare italiani, tedeschi e cechi, per la scarsità di professionisti del settore in Serbia. Questi artisti importarono a Belgrado i gusti e gli stili architettonici più in voga all'epoca nell'Europa occidentale, quali il Neoclassicismo, l'Art Nouveau, l'Accademismo, il Secessionismo e il Romanticismo e lo stile neorinascimentale.
I più importanti edifici storici di Belgrado furono costruiti tra il secondo decennio dell'Ottocento e l'inizio del Novecento. Il Teatro Nazionale, opera del serbo Aleksandar Bugarski, eretto nel 1869, è in stile neorinascimentale come l'edificio del Museo nazionale sulla stessa Piazza della Repubblica. Il Palazzo Vecchio, attualmente, sede dell'Assemblea cittadina, anch'esso opera di Bugarski è in stile accademico come l'edificio del Parlamento serbo del 1907. Nei linguaggi dell'architettura europea, vennero costruite le numerose abitazioni e i pubblici palazzi della via Knez Mihailova e, in genere, del centro storico della città. Esempi di architettura neobizantina, invece, sono la chiesa di San Marco, eretta tra il 1931 e il 1940, che si ispira al monastero di Gračanica, e il tempio di San Sava, la più grande chiesa ortodossa del mondo.
Durante il periodo della Repubblica Socialista Federale di Jugoslavia, furono velocemente costruiti nella periferia palazzi residenziali per offrire alloggi alla gente proveniente dalle campagne. Queste abitazioni sono considerate i migliori esempi di brutalismo a Belgrado, che non mancano nemmeno nelle zone centrali come Terazije. Il realismo socialista ebbe, in architettura, un breve ma importante ruolo nella città: un esempio di questo stile è la Casa del Sindacato, in Piazza Nikola Pašić.
Altre rilevanti costruzioni a Belgrado sono stati costruiti negli ultimi decenni del Novecento in stili, spesso, in contrasto con quelli degli edifici circostanti. Un esempio è la Beograđanka, un grattacielo alto 101 metri, eretto tra il 1969 e il 1974. Nuovi quartieri come Novi Beograd sono caratterizzati da costruzioni di gusto contemporaneo come la Torre Ušće o la Beogradska arena e da numerosi esempi di brutalismo.

## Società

### Evoluzione demografica

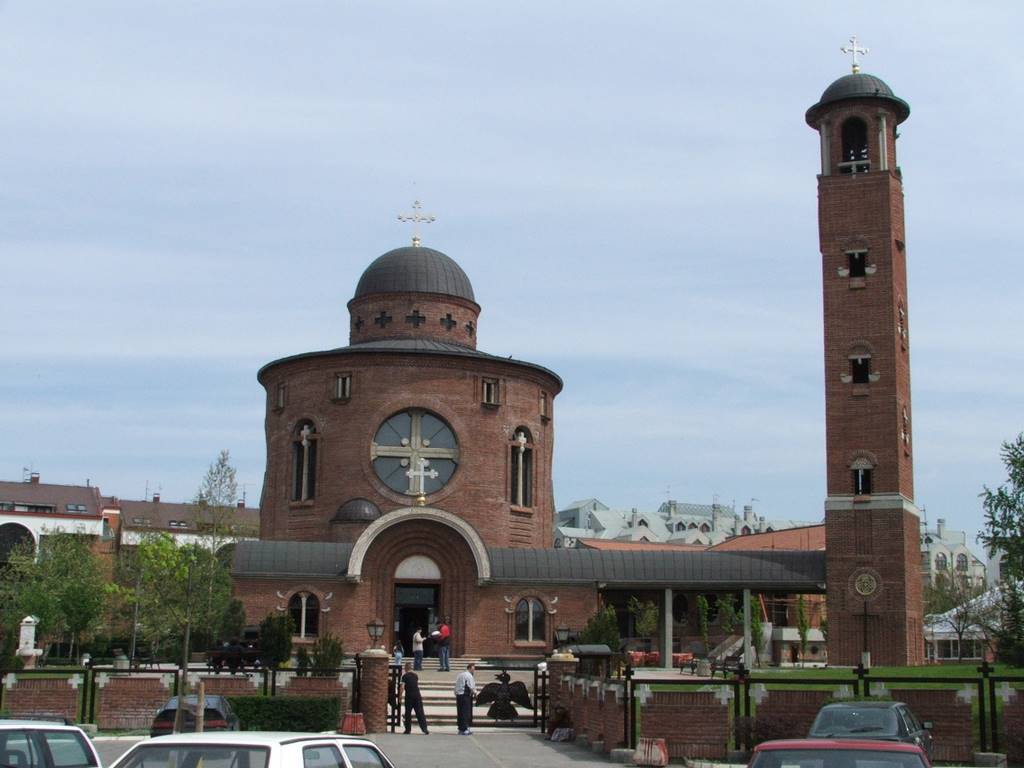
Chiesa ortodossa a Novi Beograd (Nuova Belgrado)

Secondo i dati del censimento del 2002, Belgrado ha una popolazione di 1 576 124 abitanti. Le più numerose etnie presenti sono i serbi (1 417 187), gli jugoslavi (22 161), i montenegrini (21 190), i rom (19 191), i croati (10 381) e i macedoni (8 372). Gli altri gruppi etnici raggiungono, insieme le 4 617 unità.
Nel corso degli ultimi decenni, la città ha visto una massiccia migrazione di lavoratori provenienti da tutta la ex Jugoslavia, per il suo essere capitale.
Circa duemila cinesi vivono oggi a Belgrado, la maggior parte dei quali si è trasferita qui verso la metà degli anni novanta. Blok 70 è il nome del quartiere cinese situato nella periferia di Belgrado. Sono, poi, giunti a Belgrado numerosi cittadini provenienti dal Medio Oriente, specialmente dalla Siria, dall'Iran, dall'Iraq e dalla Giordania, arrivati soprattutto negli anni settanta e ottanta per proseguire gli studi, che nei loro Paesi erano impossibilitati dalla mancanza di scuole.
Nonostante Belgrado sia stata meta d'immigrazione da numerosi paesi del mondo, ognuno con le proprie tradizioni e i propri culti, la religione ortodossa è una delle caratteristiche che unificano la popolazione cittadina: è praticata dalla stragrande maggioranza della popolazione e conta 1 429 170 di credenti. Sono presenti 20 366 musulmani, 16 305 cattolici, e 3 796 protestanti.
Fino alla seconda guerra mondiale a Belgrado vivevano molti cittadini di religione ebraica, ma durante l'occupazione nazista, moltissimi di costoro furono deportati; nel 2002 erano 415.

## Cultura

### Istruzione

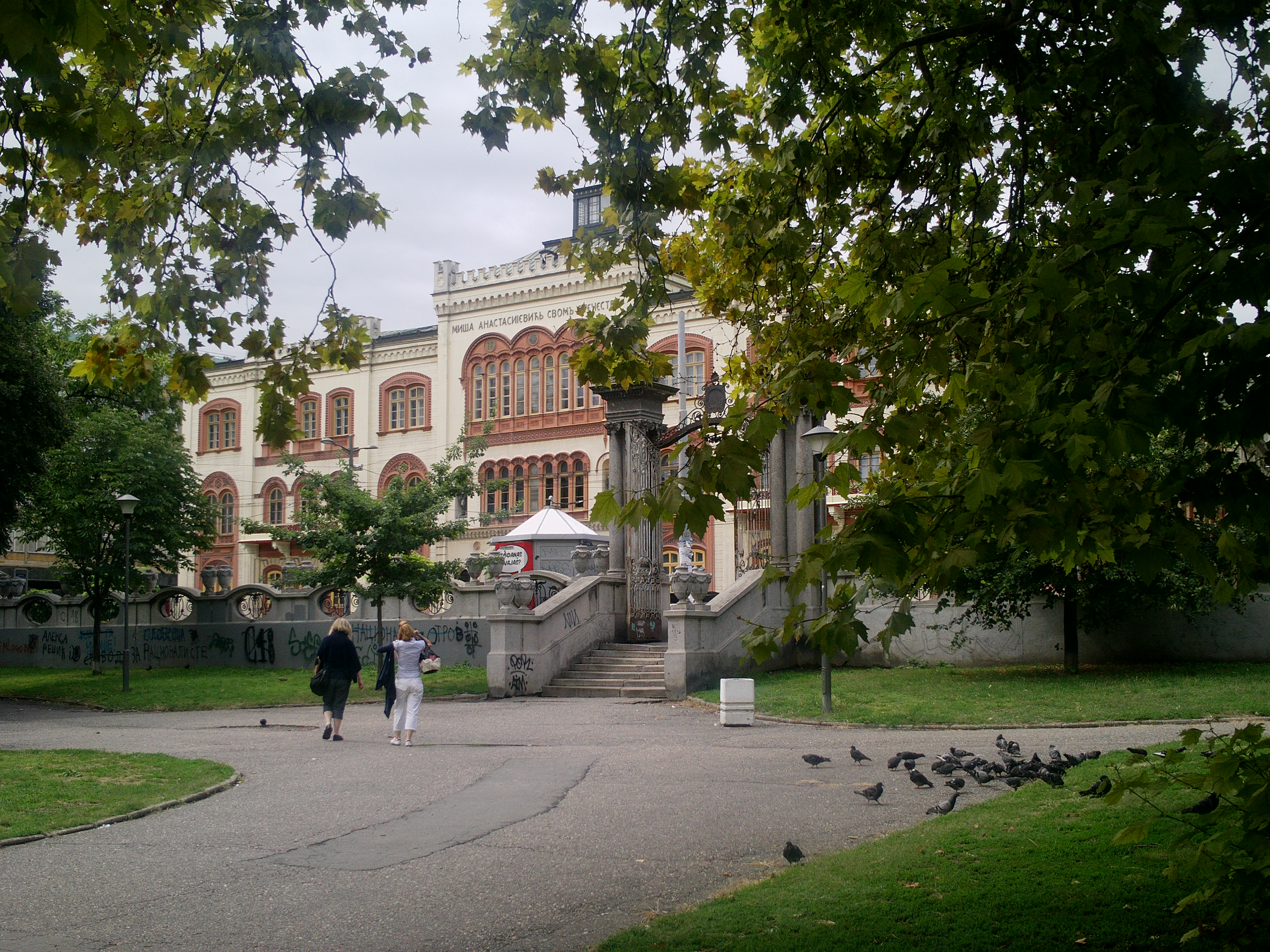
L'Università di Belgrado

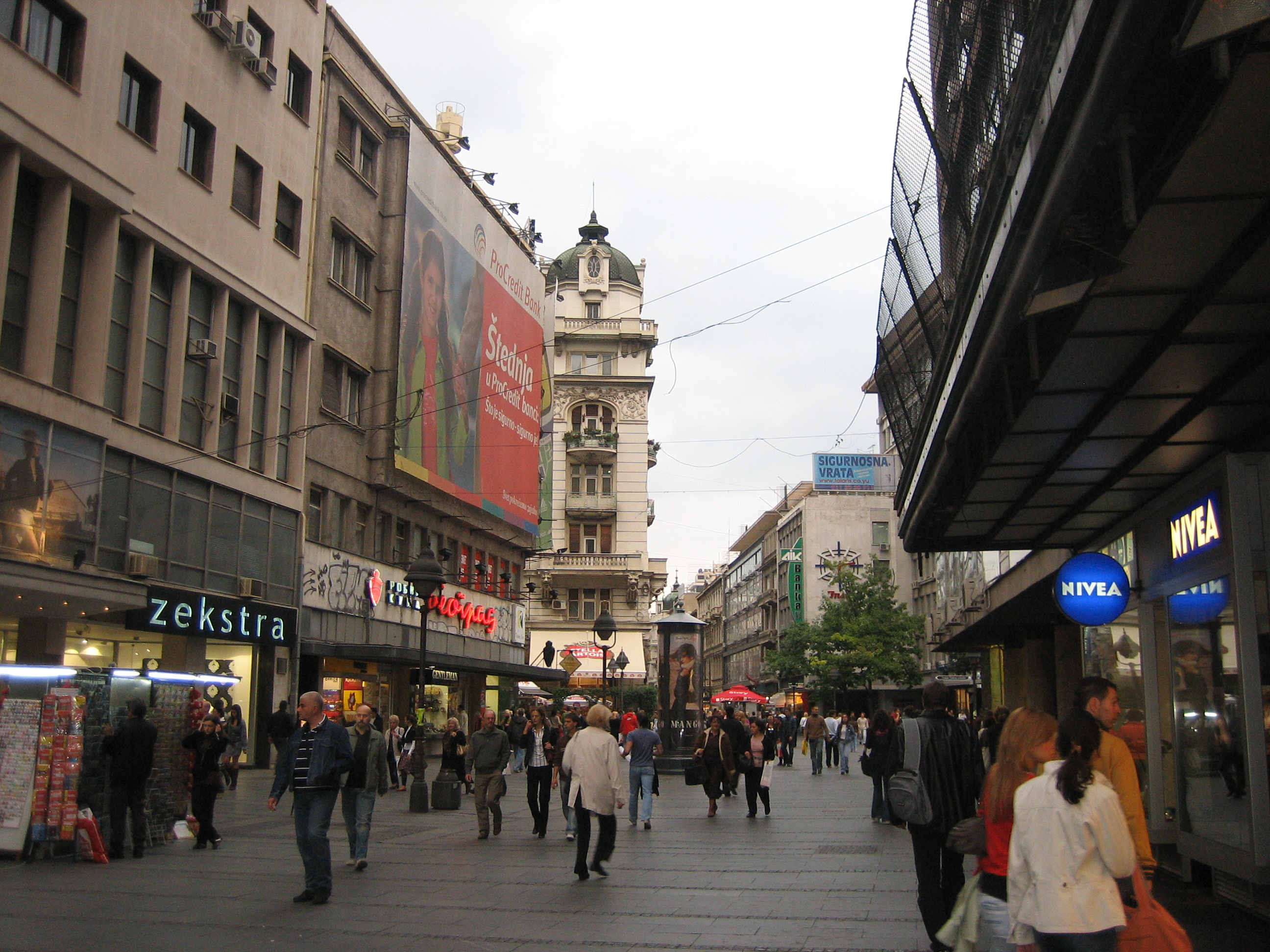
La Knez Mihajlova, la via pedonale commerciale del centro di Belgrado

#### Scuole
Belgrado possiede sette università, cinque private e due statali. Quelle pubbliche sono l'Università di Belgrado, fondata nel 1808 e che conta 60 000 studenti, e quella delle Arti, nata nel 1937 come Accademia e divenuta ateneo nel 1973.
L'Università di Belgrado nacque come «Alta scuola» durante la prima rivolta contro i turchi, nel 1838 si unì al liceo di Kragujevac che in quell'anno spostò la sede a Belgrado, ed assunse il rango di ateneo nel 1905.
In città sono presenti 280 strutture scolastiche: 195 sono scuole elementari, 162 medie, 14 istituti speciali, 15 istituti d'arte e quattro scuole per l'educazione primaria degli adulti. Le scuole superiori sono 85, di cui 51 scuole professionali, 21 licei, 8 scuole d'arte e cinque scuole speciali. Il sistema educativo della città accoglie oltre 230 000 allievi e dà lavoro a 22 000 impiegati in più di 500 edifici scolastici.

#### Istituzioni culturali

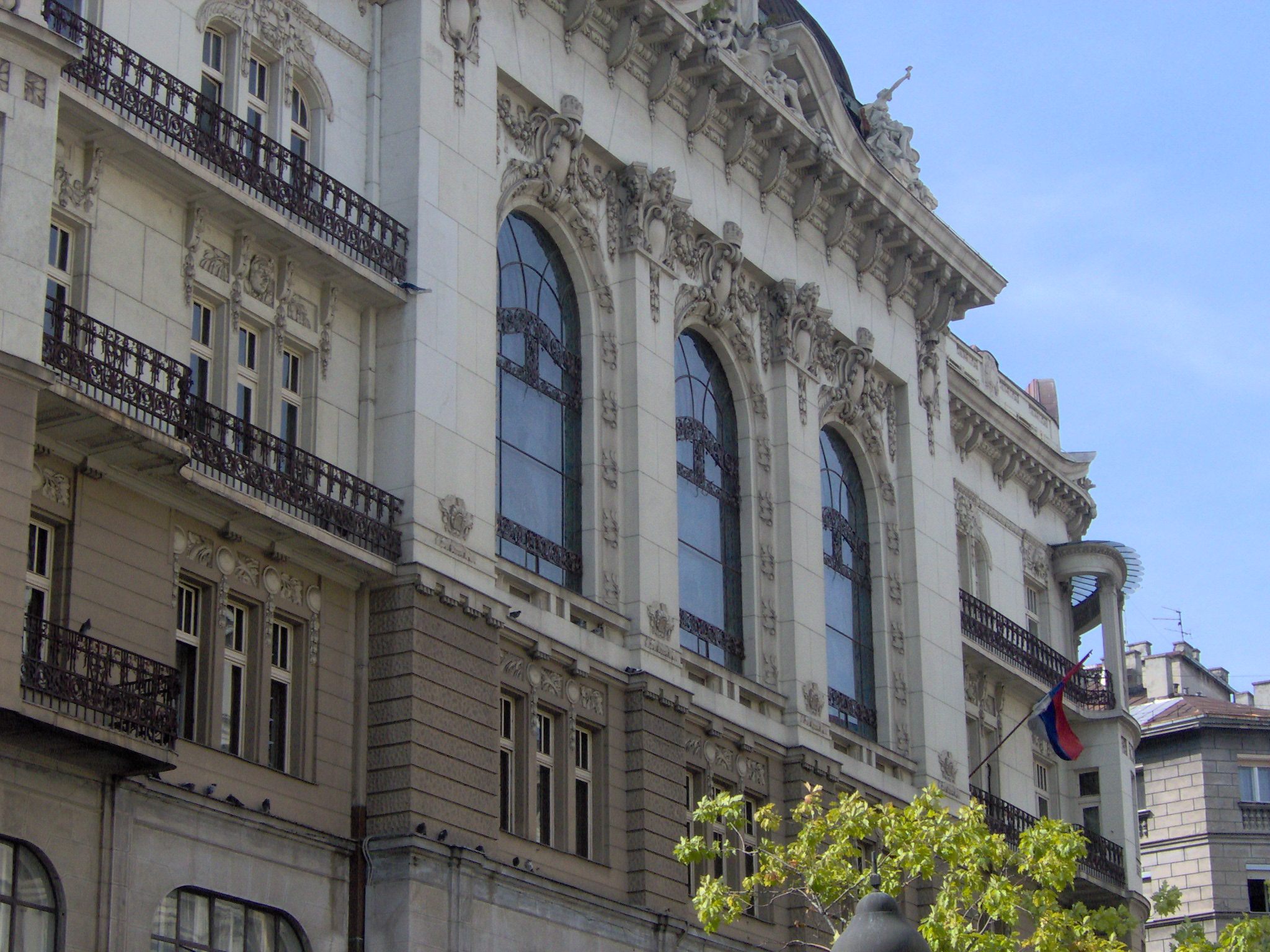
L'Accademia serba delle scienze e delle arti

In città hanno sede numerose istituzioni culturali: tra le altre, notevole importanza ricoprono l'Accademia serba delle scienze e delle arti, la Biblioteca nazionale serba, la biblioteca della città di Belgrado e il planetarium.
Belgrado ospita diversi centri culturali stranieri, come l'Instituto Cervantes, il Goethe-Institut e l'Institut français, che si trovano in Ulica Knez Mihailova. Oltre a questi, sono presenti l'American Corner, l'Österreichisches Kulturforum, il British Council ed il Centro russo della scienza e della cultura (Российский центр науки и культуры), il Confucius Institute, il Canadian Cultural Center, l'Istituto italiano di cultura ed il Centro culturale della Repubblica d'Iran.

#### Musei

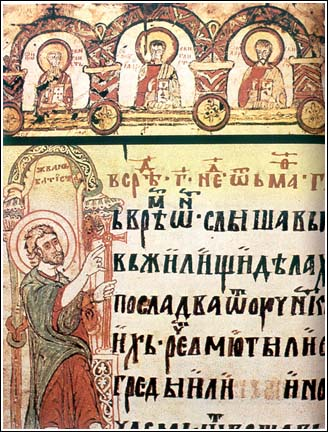
Il Vangelo di Miroslav, un manoscritto del XII secolo, che entrò nel progetto inviato dall'UNESCO Memoria del mondo nel 2005

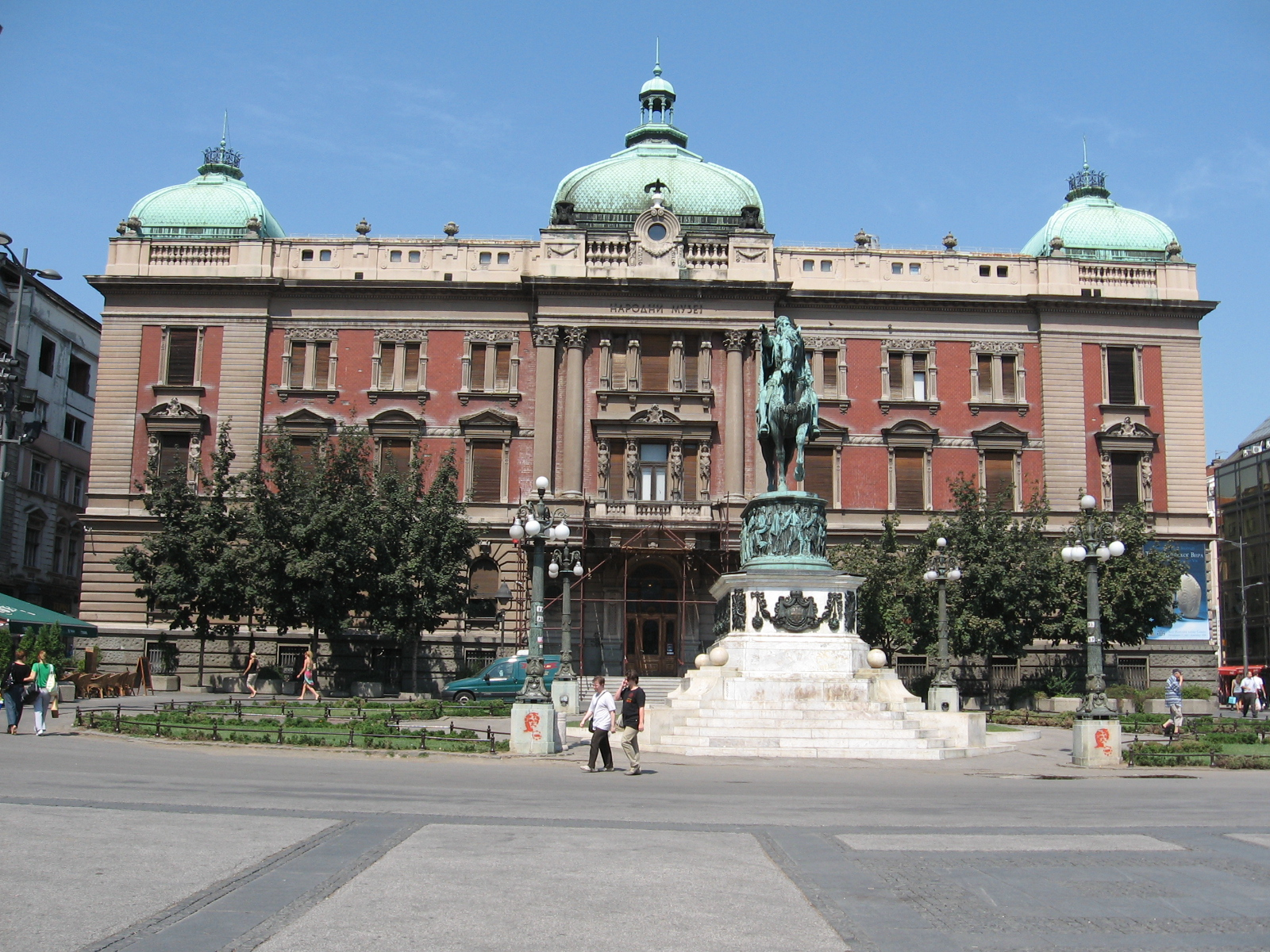
Museo nazionale

Museo di ferrovia

Il museo più importante e più visitato di Belgrado è il Museo Nazionale di Serbia, eretto nel 1844, che ospita più di 400 000 opere tra reperti archeologici, dipinti e sculture dal Medioevo ai giorni nostri e pezzi di numismatica. Uno dei capolavori presenti è il celebre Vangelo di Miroslav.
Nel Museo della Storia Militare sono ospitati più di 25 000 oggetti militari, risalenti ai tempi antichi dell'Impero romano e a quelli moderni, come il Lockheed F-117 Nighthawk, unico esemplare mai abbattuto.
Il Museo della città di Belgrado ha una sezione archeologica che esibisce più di 300 reperti dei primi insediamenti umani della città, una sezione storica che presenta collezioni di armi, cartine e documenti originali, un dipartimento di storia culturale e un dipartimento di conservazione.
Il Museo dell'Aeronautica espone 200 tipi di aerei storici, alcuni dei quali provenienti dagli Stati Uniti d'America, donati dalla NATO o molto rari come il Fiat G.50. Cinquanta tra i velivoli presenti sono in vendita.
Il Museo etnografico, attivo dal 1901, contiene al suo interno oltre 150 000 repertiche che raccontano per lo più la cultura antica e moderna dei Balcani, e in particolare quella della ex Jugoslavia.
Il Museo di Arte Contemporanea ospita una collezione di 8 540 opere provenienti da tutta la Jugoslavia, prodotte dal 1900 a oggi.
Il Museo Nikola Tesla, aperto nel 1952, conserva i reperti e i documenti riguardanti Nikola Tesla, fra cui circa 160 000 documenti originali dello scienziato, e circa 5 700 oggetti tra giornali e libri, fotografie, apparecchi tecnici e modelli, piante e progetti.
Il Museo di Vuk Stefanović Karadžić e Dositej Obradović, ospita i lavori di Vuk Stefanović Karadžić e Dositej Obradović, che diedero origine alla Rivoluzione della Scrittura Serba nel XIX secolo e furono Ministri dell'Educazione della Serbia.
Il Museo di Arte Africana, costituito nel 1977, ospita una collezione di oggetti provenienti dall'Africa, come sculture cultuali e oggetti di uso comune delle diverse tribù del continente.
Altri musei importanti presenti in città sono il Museo di arti applicate di Belgrado e la Casa dei Fiori.

### Letteratura

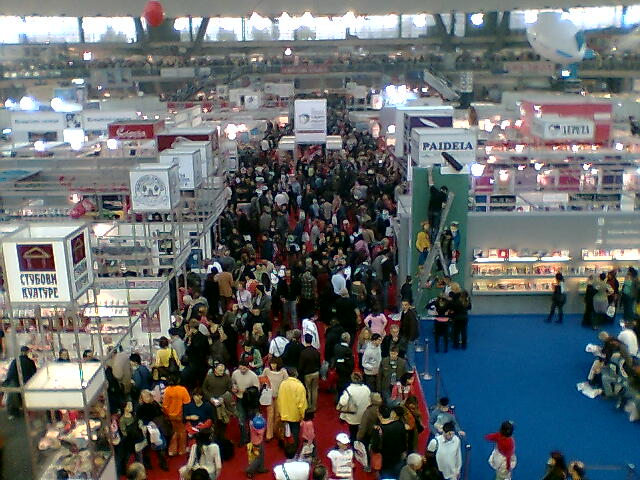
LII Fiera del libro

Il romanziere e drammaturgo Branislav Nušić, il giornalista e romanziere Miloš Crnjanski, lo sceneggiatore e romanziere Borislav Pekić sono tra i più importanti esponenti della letteratura della città di Belgrado, assieme allo scrittore Milorad Pavić e al novellista Meša Selimović. La letteratura a Belgrado ha sempre avuto una grande parte nel panorama culturale: erano numerosi i circoli letterari in città, particolarmente nei primi decenni del XX secolo. Lo scrittore Ivo Andrić, originario, della Bosnia ed Erzegovina, scrisse a Belgrado i suoi racconti più celebri, e vinse, nel 1961 il Premio Nobel per la letteratura «per la forza epica con la quale ha tracciato temi e descritto destini umani tratti dalla storia del proprio paese», con Il ponte sulla Drina (Na Drini ćuprija).
Ogni anno, a Belgrado, si tiene la Fiera internazionale del libro (Међународни београдски сајам књига, Međunarodni beogradski sajam knjiga) che raccoglie le ultime produzioni letterarie da tutto il mondo, con un Paese ospite speciale ad ogni edizione, e un mercato del libro antico. La fiera attribuisce ogni anno il premio Dositej Obradović ad un editore straniero.

### Musica

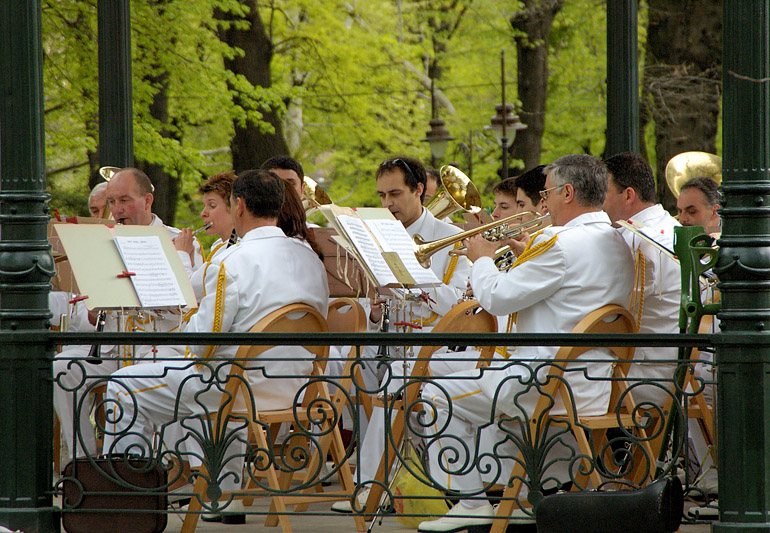
Concerto al Parco Kalemegdan

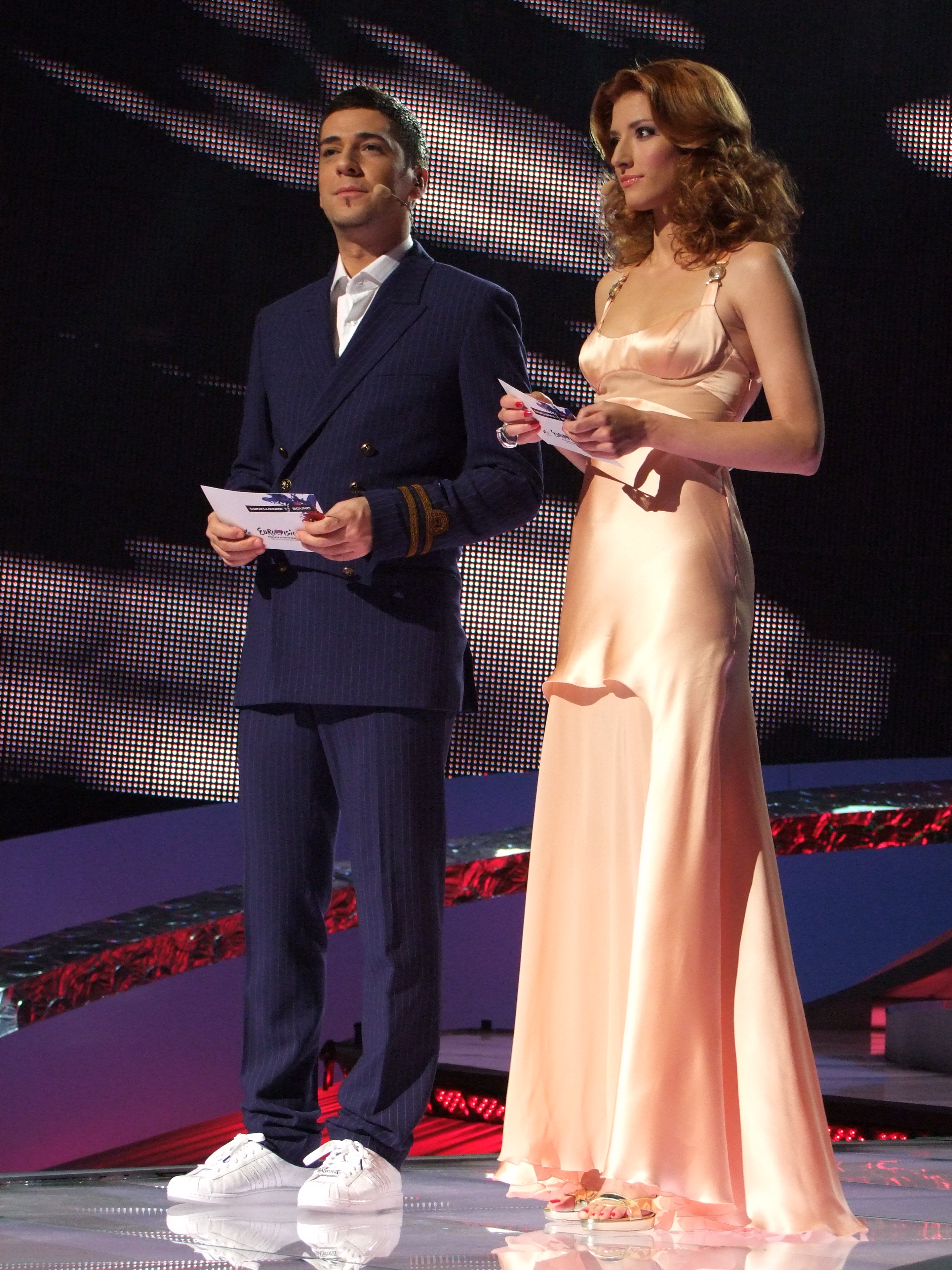
Presentatori dell'Eurovision 2008

Per la musica classica la principale istituzione è l'Orchestra filarmonica di Belgrado.
Il panorama musicale di Belgrado è stato sempre piuttosto vivace. Negli anni ottanta del XX secolo, la città fu culla della New Wave jugoslava (Novi Talas), con famosi gruppi come VIS Idoli, Ekatarina Velika e Šarlo Akrobata, tutti originari della capitale. Tra le figure celebri della musica rock di Belgrado spiccano le band Bajaga i Instruktori e Riblja čorba e il loro controverso frontman Bora Đorđević, formatisi sempre negli anni ottanta, e la solista Viktorija, rockstar moglie del cantante folk Aca Lukas.
A Belgrado si sviluppò lo stile musicale più diffuso nei Balcani: il Turbo-folk, creato dal cantautore montenegrino Rambo Amadeus e portato avanti con successo da cantanti come Lepa Brena che con gli Slatki Grek mosse i primi passi sulla scena musicale jugoslava proprio dalla capitale, e, successivamente da Ceca. Sul fronte del jazz un'affermata chitarrista è la belgradese Ana Popović.
Belgrado ospita diverse manifestazioni musicali, tra queste, il Festival internazionale di musica (Београдске музичке свечаности, Beogradske muzičke svečanosti) che propone ogni anno rappresentazioni di musica classica e balletto, e la Festa della birra (Belgrade Beer-fest), con concerti dal vivo di rock, pop e folk.
Nel 2008 Belgrado ha ospitato, nella Belgrade Arena, la cinquantatreesima edizione dell'Eurovision Song Contest (Eurovision Song Contest), dopo la vittoria della cantante serba Marija Šerifović, nell'edizione dell'anno precedente, tenutasi a Helsinki, con la canzone Molitva (Preghiera).
Gruppi musicali si esibiscono, promuovendo le loro opere, anche all'aperto in spettacoli gratuiti molto seguiti dal pubblico, specie negli spazi realizzati nei parchi o in manifestazioni e concerti-evento nelle piazze della città.

### Teatro e Cinema
Il Teatro Nazionale (Народно позориште у Београду, Narodno Pozorište u Beogradu) fu costruito nella Piazza della Repubblica nel 1866: fu la prima grande istituzione teatrale sorta nella capitale.

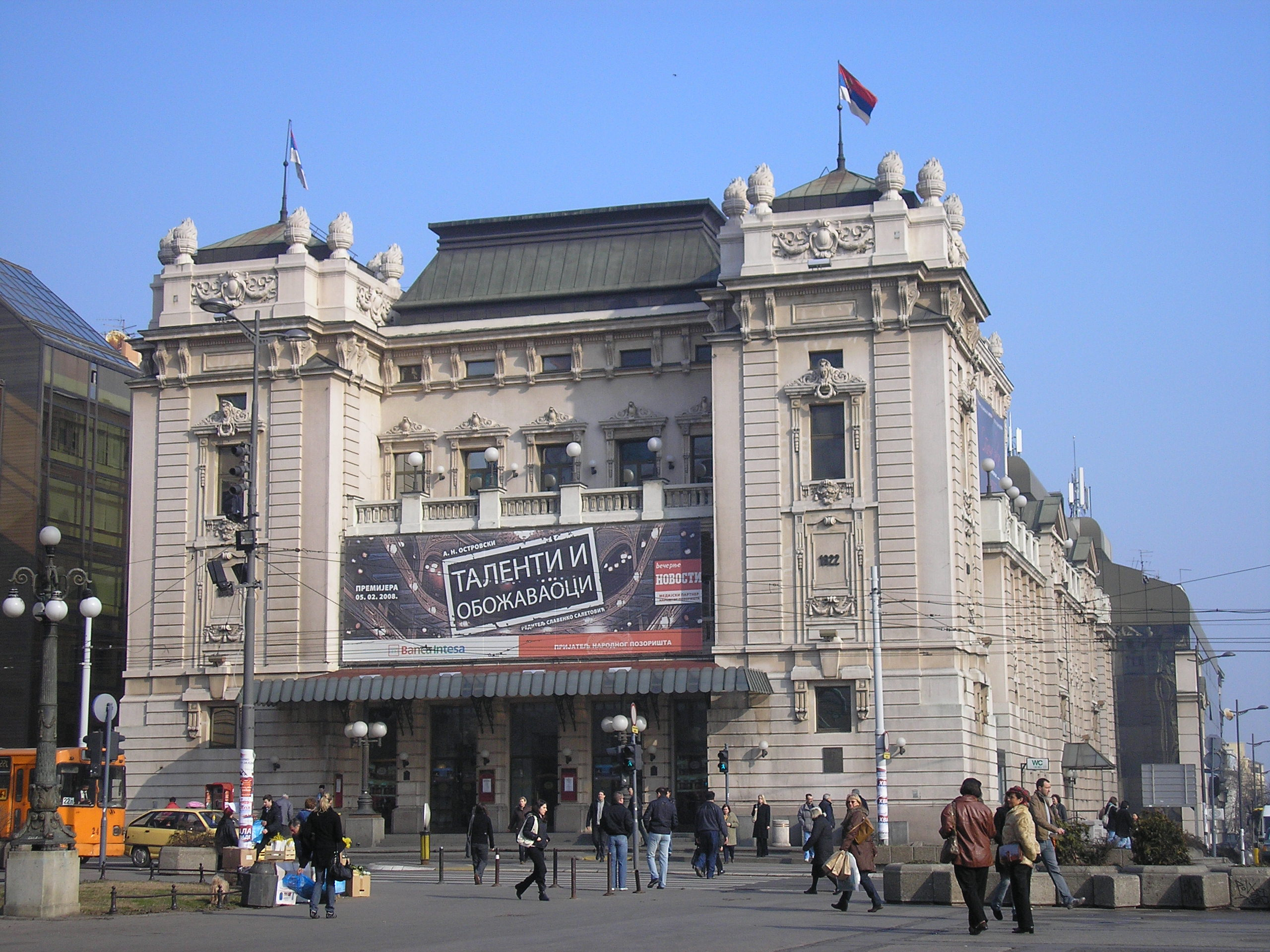
Teatro Nazionale di Serbia

Altri importanti teatri in città sono il Teatro Drammatico jugoslavo (Југословенско драмско позориште, Jugoslovensko dramsko pozorište), in via Kralja Milana, creato nel 1947, lo Zvezdara (Звездара театар, Zvezdara Teatar) sorto nel 1984, l'Atelier 212 (Атеље 212, Atelje 212), in via Svetogorska, inaugurato nel 1956 e l'Opera di Madlenijanum fondata nel 1998. Importanti manifestazioni cittadine legate al teatro sono il Festival internazionale (Београдски Интернационални Театарски Фестивал, Beogradski Internacionalni Teatarski Festival), iniziato nel 1967 come rassegna di teatro e danza contemporanea, e il Festival d'estate (Београдски летњи Фестивал, Beogradski letnji festival), una kermesse di teatro, danza, musica e pittura.
L'industria cinematografica serba ha la sua sede più importante a Belgrado, nel distretto di Filmski Grad (Филмски Град), nella municipalità di Čukarica. Qui fu girato, tra gli altri, il film Underground del regista Emir Kusturica, vincitore nel 1995 della Palma d'oro al Festival di Cannes. Diverse sale cinematografiche sono presenti in tutta la città, e ogni anno, si svolge il Festival internazionale del film (Београдски међународни филмски фестивал, Beogradski međunarodni filmski festival).

### Media

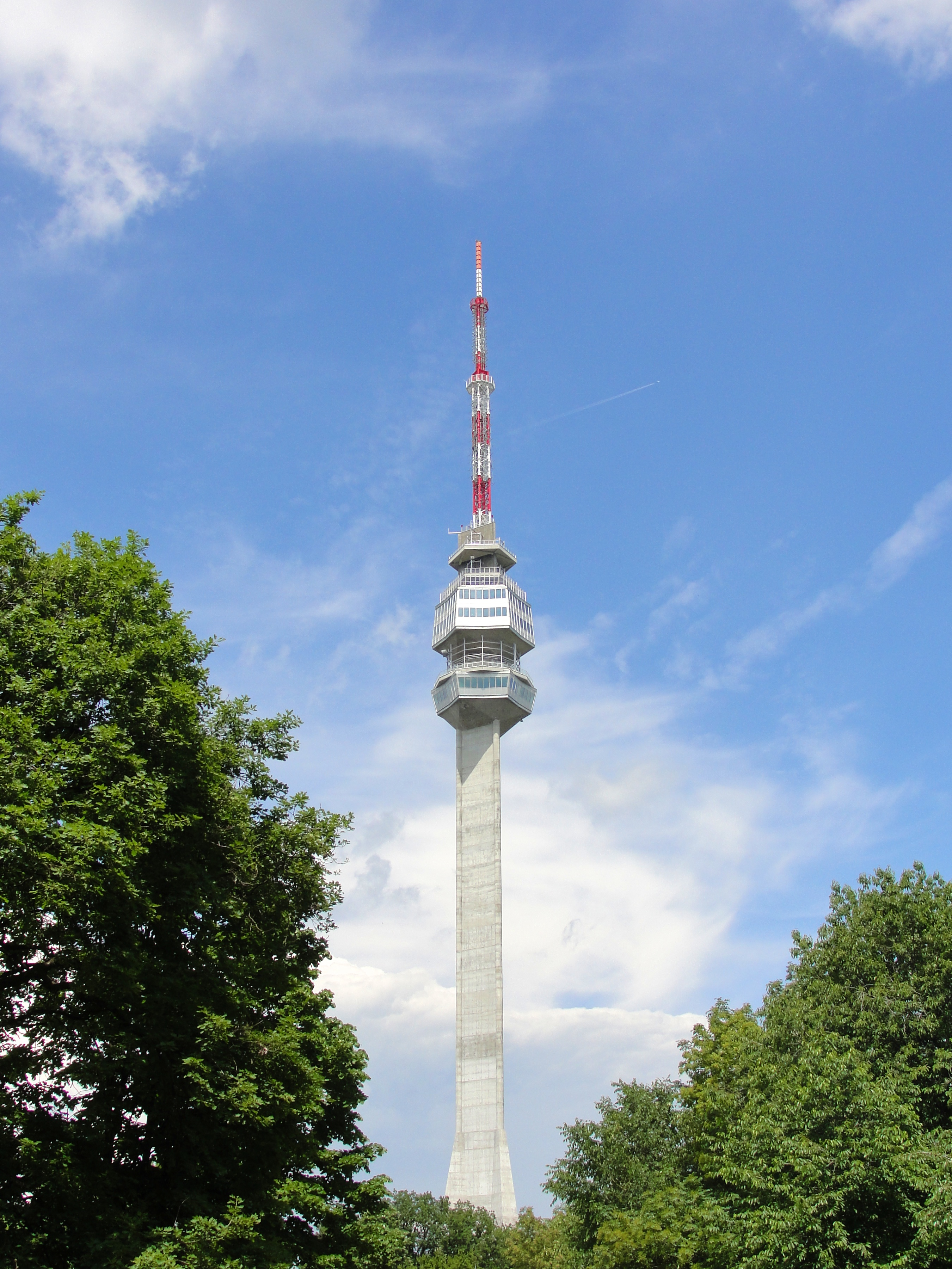
La Torre della televisione

Belgrado è il più importante centro mediatico della Serbia. Ospita la sede di diverse emittenti televisive nazionali: la Radio Televizija Srbije (RTS), il network pubblico di radio e televisione, l'emittente commerciale RTV Pink nota per i suoi programmi d'intrattenimento popolare e di musica, il canale B92 che dispone anche di una stazione radio, la TV Košava e la TV Avala.
Altre stazioni televisive che trasmettono da Belgrado, coprono il solo territorio cittadino e la sua regione, tra queste, Studio B e RTV Politika. Ulteriori canali televisivi con sede a Belgrado trasmettono contenuti tematici a livello nazionale; tra queste, SOS Kanal (sport), TV Metropolis (musica), Art TV (arte), TV Sinemanija (cinema) et Happy TV (programmi per ragazzi).
Numerosi quotidiani a tiratura nazionale vengono stampati nella capitale: tra questi, i più diffusi sono Politika, Večernje novosti, Blic, Glas javnosti e Sportski žurnal. Altri giornali, con minor tiratura, sono Press, Danas e Kurir. Nel 2006 è stato creato il 24 sata, il primo quotidiano gratuito distribuito in Serbia. Importanti periodici con sede in città sono NIN et Vreme.
Belgrado è anche sede di case discografiche: tra le più famose ci sono la PGP RTS, di proprietà dell'emittente radiotelevisiva pubblica, la B92 dell'omonima stazione televisiva e la Grand Production.

## Geografia antropica

### Suddivisioni amministrative

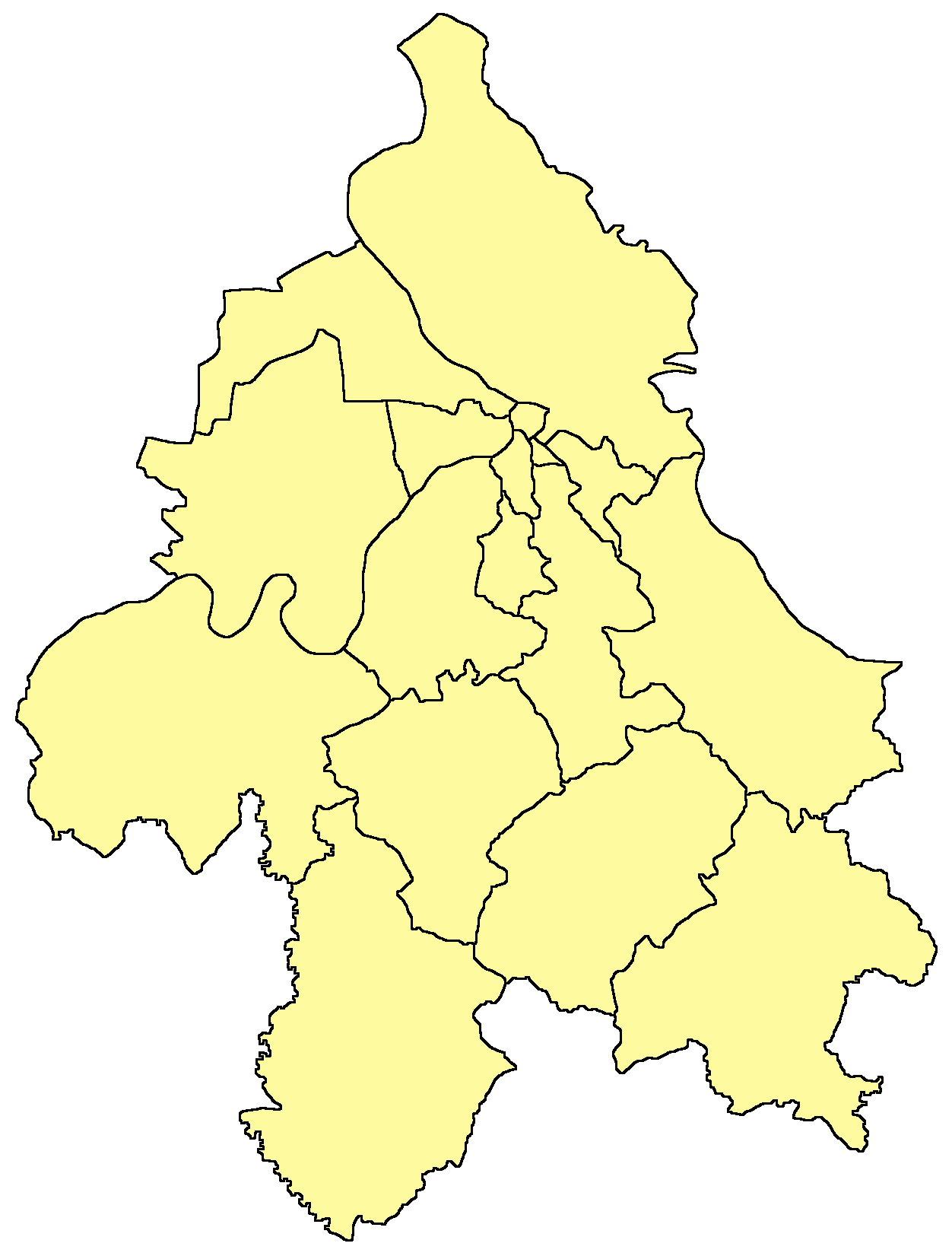
Comuni di Belgrado

La città è divisa in 17 comuni (Градске општине, Gradske opštine), 10 urbani (Čukarica, Novi Beograd, Palilula, Rakovica, Savski Venac, Stari Grad, Voždovac, Vračar, Zemun e Zvezdara) e sette suburbani (Barajevo, Grocka, Lazarevac, Mladenovac, Obrenovac, Sopot e Surčin). A questi ultimi sono conferiti poteri leggermente superiori rispetto alle altre, principalmente in materia di edilizia, pianificazione urbana e servizi pubblici.
La maggior parte dei comuni è situata a sud dei fiumi Danubio e Sava, verso il confine con la regione della Šumadija. Tre di essi (Zemun, Novi Beograd e Surčin) sono a nord dei due fiumi, quindi orientati verso la regione della Sirmia. Il comune di Palilula, invece, si trova su entrambe le sponde dei fiumi, e appartiene a due distinte regioni: Šumadija e Banat.
Gli organi amministrativi dei comuni sono l'assemblea municipale (Скупштина градске општине, Skupština gradske opštine), il sindaco (Председник градске општине, Predsednik gradske opštine), il consiglio comunale (Веће градске општине, Veće gradske opštine) e l'amministrazione comunale (Управа градске општине, Uprava gradske opštine).

## Economia

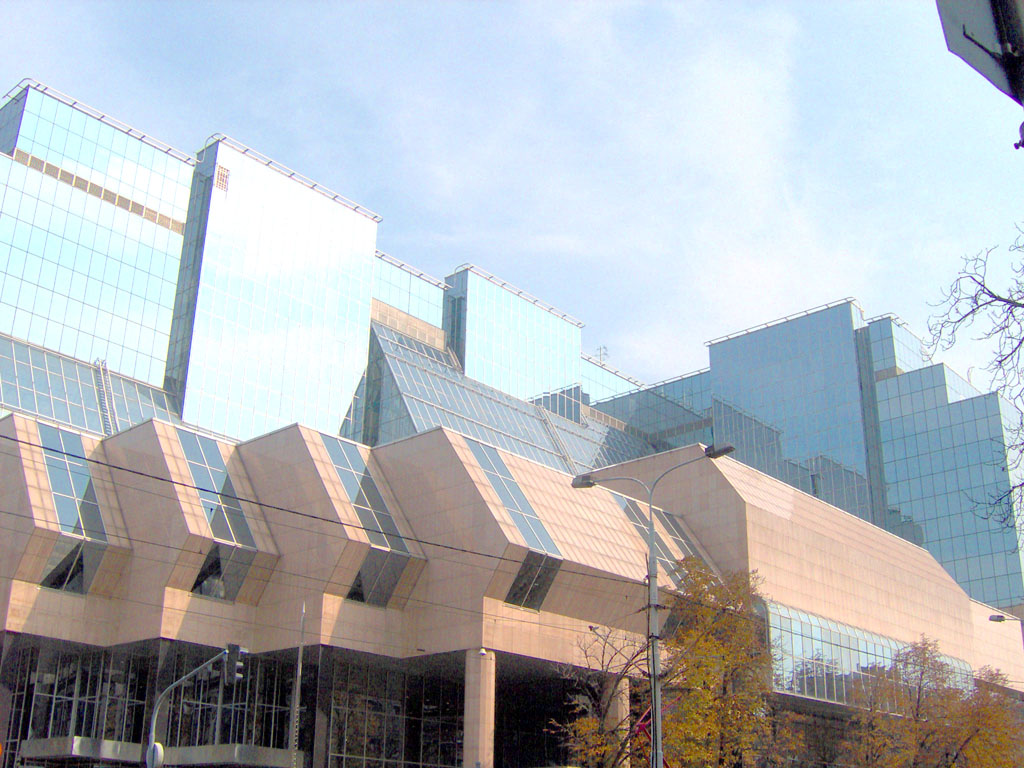
La sede della Banca Nazionale di Serbia, nei pressi della Piazza Slavija

Belgrado, economicamente, è la città più sviluppata della Serbia. Ospita le sedi delle maggiori istituzioni economiche del Paese, tra cui la Banca Nazionale di Serbia. Importanti compagnie serbe e internazionali hanno sede in città, tra queste la Air Serbia, la Telekom Serbia, la Telenor Serbia, la Delta Holding, la Société Générale e la Japan Tobacco.
Durante gli anni novanta del XX secolo, Belgrado, come il resto della Serbia, subì gli effetti della fortissima inflazione del dinaro jugoslavo, la più grave registrata nel mondo, che azzerò l'economia della città.
L'economia della Serbia è iniziata a crescere in maniera decisa a partire dal 2000, ed attualmente oltre il 30% del PIL è prodotto dalla capitale che ospita oltre il 30% della popolazione attiva dello Stato.
Nel luglio 2007 Belgrado ha registrato un PIL pro capite di 34 719 dinari (circa 435 Euro o 590 Dollari), il maggiore della Serbia.
Secondo le ricerche di Eurostat, il 45,4% della popolazione di Belgrado possiede un computer, anche se per le indagini dell'Unione europea è il 49%. Secondo un'altra ricerca UE, il 39,1% delle famiglie di Belgrado ha accesso ad internet. Tra le città monitorate, Belgrado è la quarta dopo Sofia, Bucarest e Atene.

### Turismo

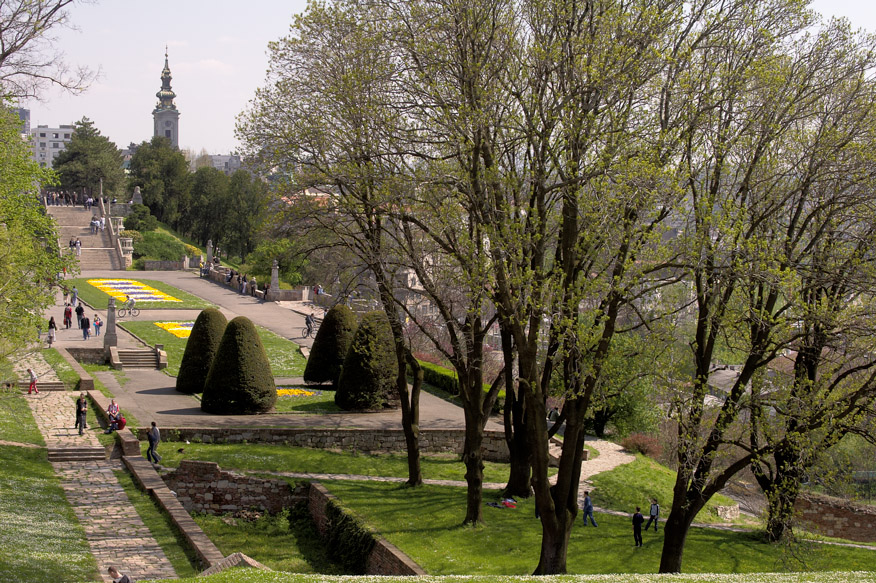
Parco Kalemegdan

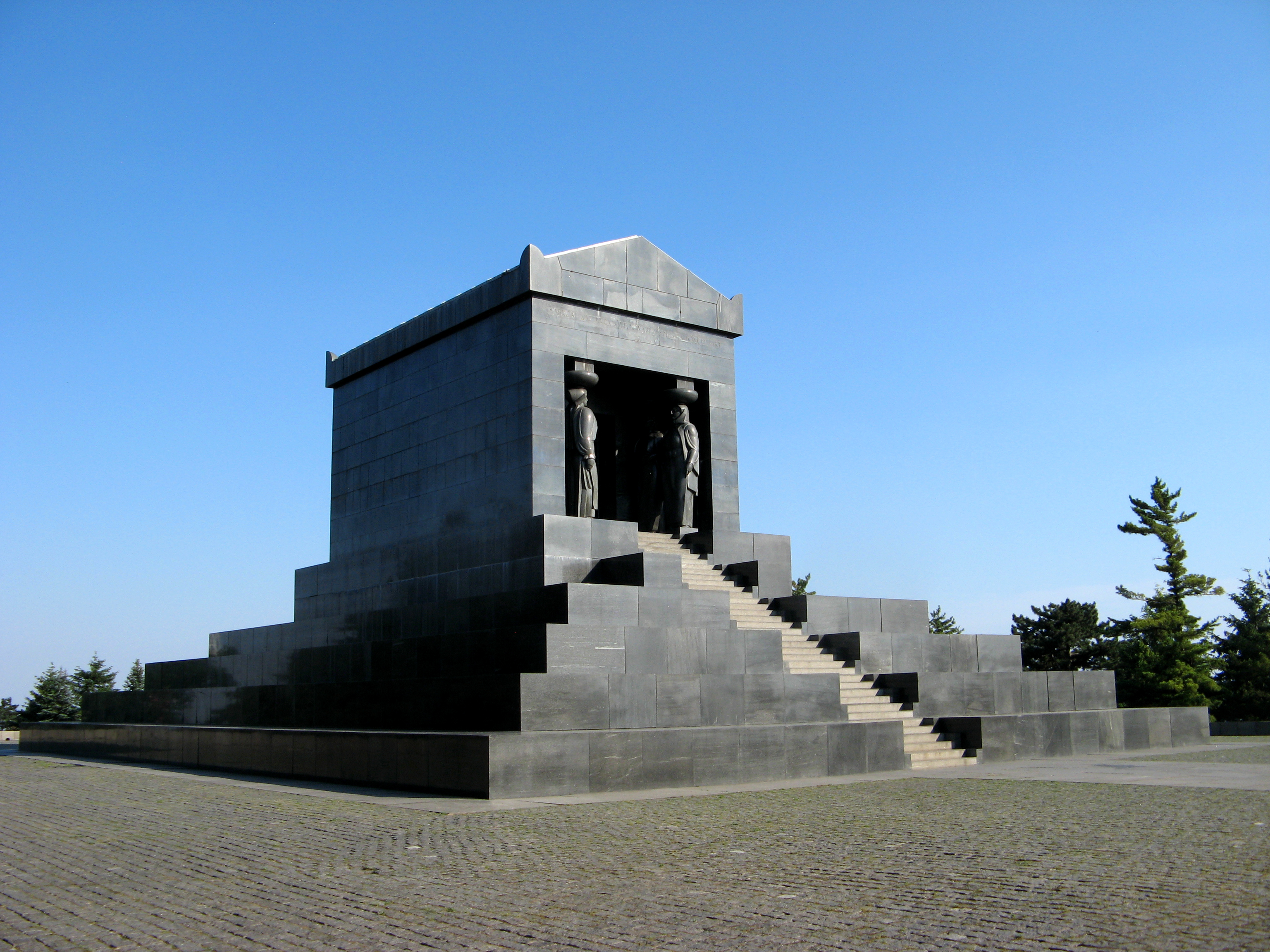
Monumento al Milite Ignoto

La zona della città maggiormente visitata è quella centrale, in particolare la municipalità di Stari Grad, che è meta di turismo per la presenza di edifici storici e spazi culturali quali musei e sedi di mostre.
I luoghi più famosi sono la via Skadarlija, la Piazza della Repubblica su cui si affacciano il Museo nazionale e il Teatro Nazionale, la via Knez Mihailova, il parco Kalemegdan, la zona di Terazije con la Piazza Nikola Pasić su cui sorge il Parlamento e, oltre il Parco dei Pionieri, il Palazzo Vecchio e il Palazzo Nuovo. Nelle diverse zone del centro della città, i turisti affollano i caffè e i ristoranti tradizionali, e si dedicano allo shopping nei centri commerciali o nelle vie in cui c'è una maggior concentrazione di negozi di grandi firme.
Ad di fuori del distretto della città vecchia c'è il quartiere di Zemun, noto per la sua Torre del millennio, il parco Topčider e la Kuća Cveća (il mausoleo del Maresciallo Tito), nella municipalità di Savski Venac.
Nella municipalità di Čukarica c'è l'Ada Ciganlija, l'isola sul fiume Sava e il suo lago artificiale lungo il quale ci sono sette chilometri di spiagge. Qui si possono praticare sport come golf, calcio, pallacanestro, pallavolo, rugby, baseball, tennis o sci nautico. I turisti la raggiungono anche per passeggiare nei suoi boschi e mangiare all'aperto nei numerosi chioschi.
Il punto più elevato di Belgrado è il monte Avala su cui sorge il Monumento al Milite Ignoto e da cui si gode un bellissimo panorama della città.
Alla confluenza tra la Sava e il Danubio sorgono due isole: la Grande isola della guerra e la Piccola isola della guerra che costituiscono un'oasi naturale protetta in cui vivono diverse specie di uccelli e pesci.

### Vita notturna

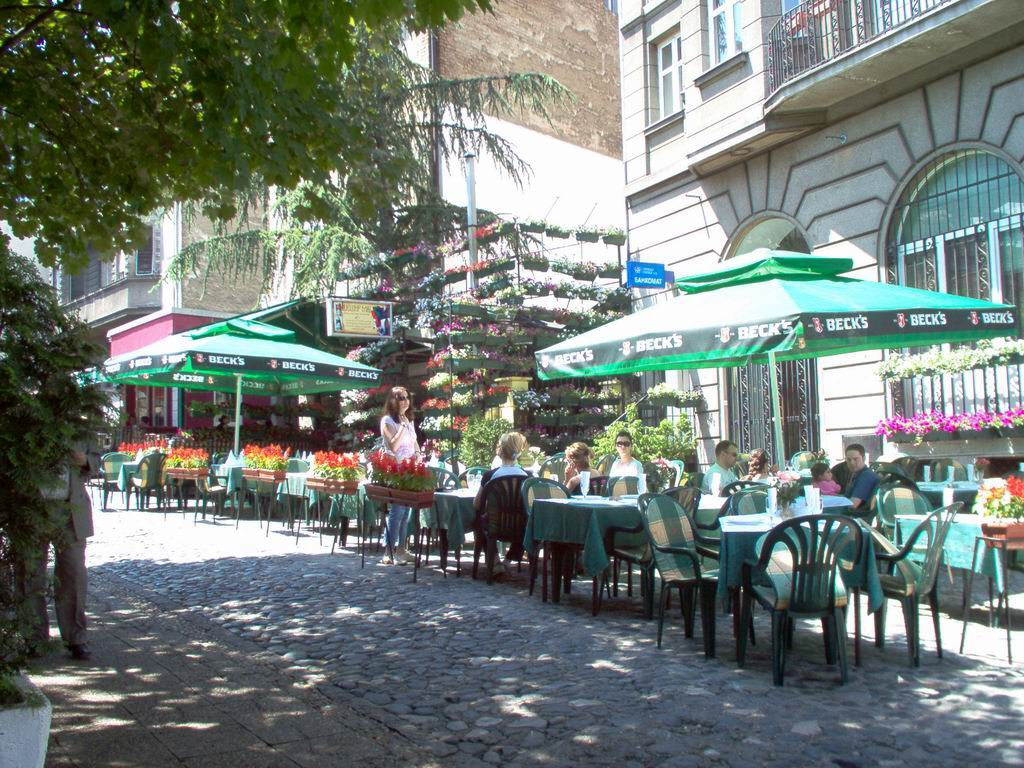
Skadarlija - strada bohémien di Belgrado

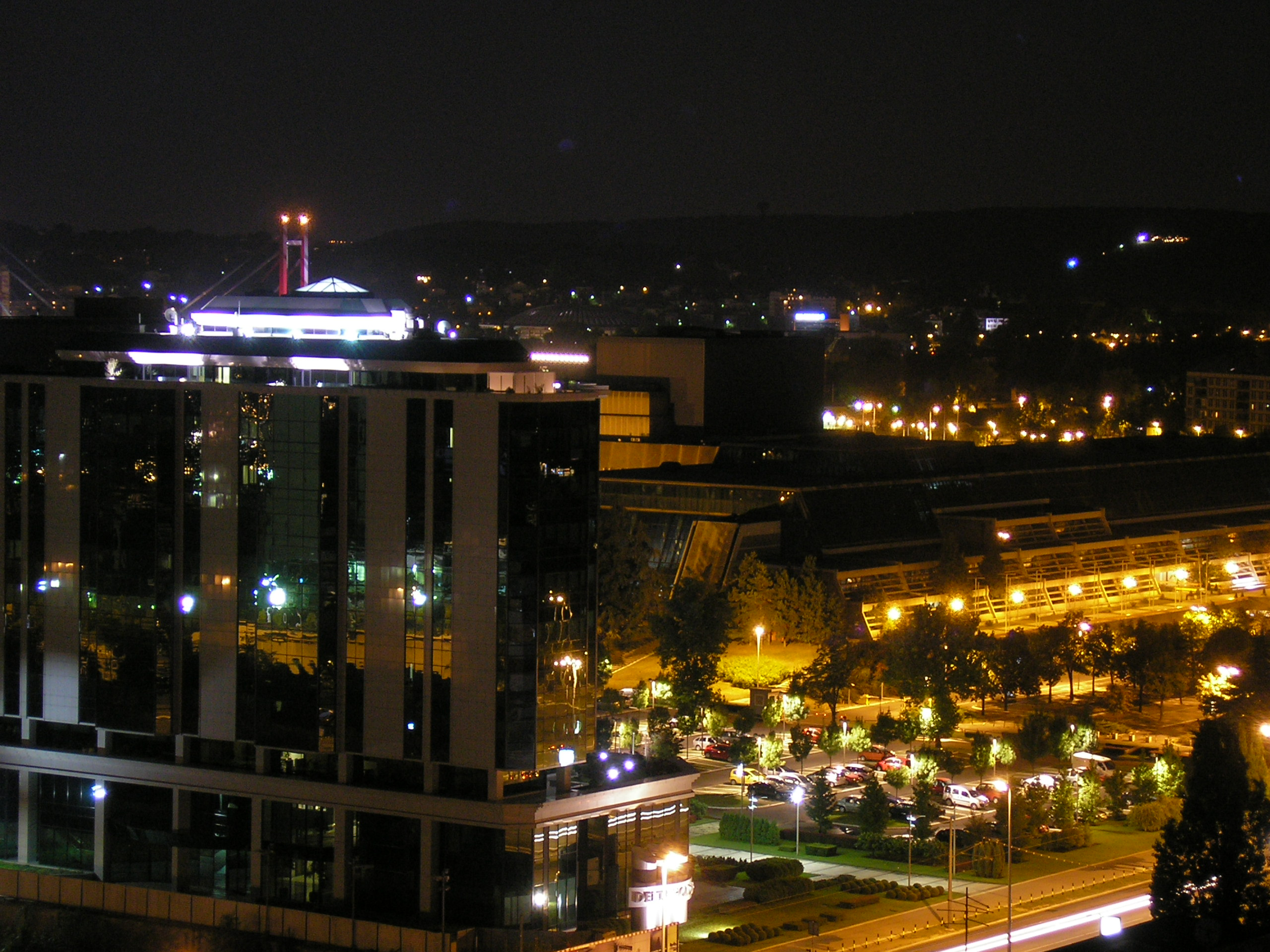
Notte a Novi Beograd

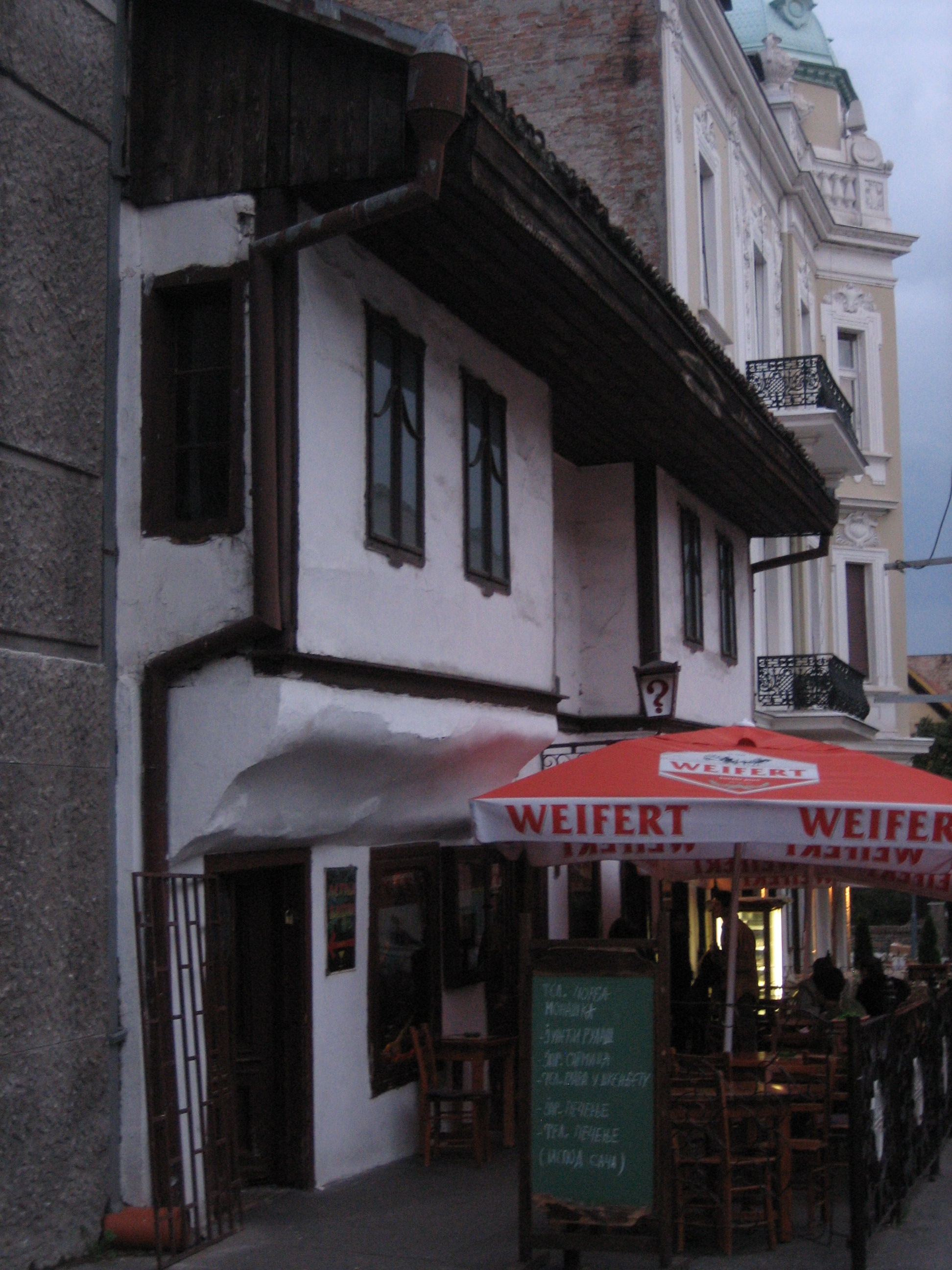
Il caffè curiosamente denominato "Café?" a Belgrado

Parte dell'economia di Belgrado ruota intorno alla vita notturna che è molto ricca e variegata. In diverse zone della città si possono trovare club dove ascoltare musica o assistere a spettacoli di cabaret, discoteche, casinò, bar, ristoranti e locali aperti fino all'alba.
Particolarmente nei fine settimana, giovani provenienti dalla Slovenia, dalla Croazia e dalla Bosnia ed Erzegovina, facilitati dalla somiglianza linguistica e dalle leggi permissive, affollano le strade della città per godersi l'atmosfera giovanile e consumare le bevande che vengono vendute a prezzi contenuti.
Le zone in cui è presente il maggior numero di bar e ristoranti sono Skadarlija e la via Knez Mihailova con le sue traverse, il quartiere di Novi Beograd e le rive di fiumi. A Skadarlija si può vivere la Starogradska (letteralmente Musica della città vecchia), con concerti di musica tradizionale che accompagnano le cene nei ristoranti che sono i più antichi e rinomati di Belgrado.
I più famosi club notturni sono l'Akademija, il KST (Klub studenata tehnike), frequentati perlopiù dagli studenti dell'Università di Belgrado, lSKC (Studentata Kultural Centre), locale alternativo situato nel palazzo della Beograđanka dove si svolgono numerosi concerti di band locali e si tengono mostre, spesso caratterizzate da polemiche.
Numerose sono anche le birrerie che servono, in particolare, birre prodotte in Serbia o negli altri Paesi dei Balcani.
Negli ultimi anni, anche la vita notturna gay si è sviluppata nella capitale serba con l'apertura di diversi locali dedicati, nonostante nel Paese l'atteggiamento verso l'omosessualità sia spesso di ostilità.

## Infrastrutture e trasporti

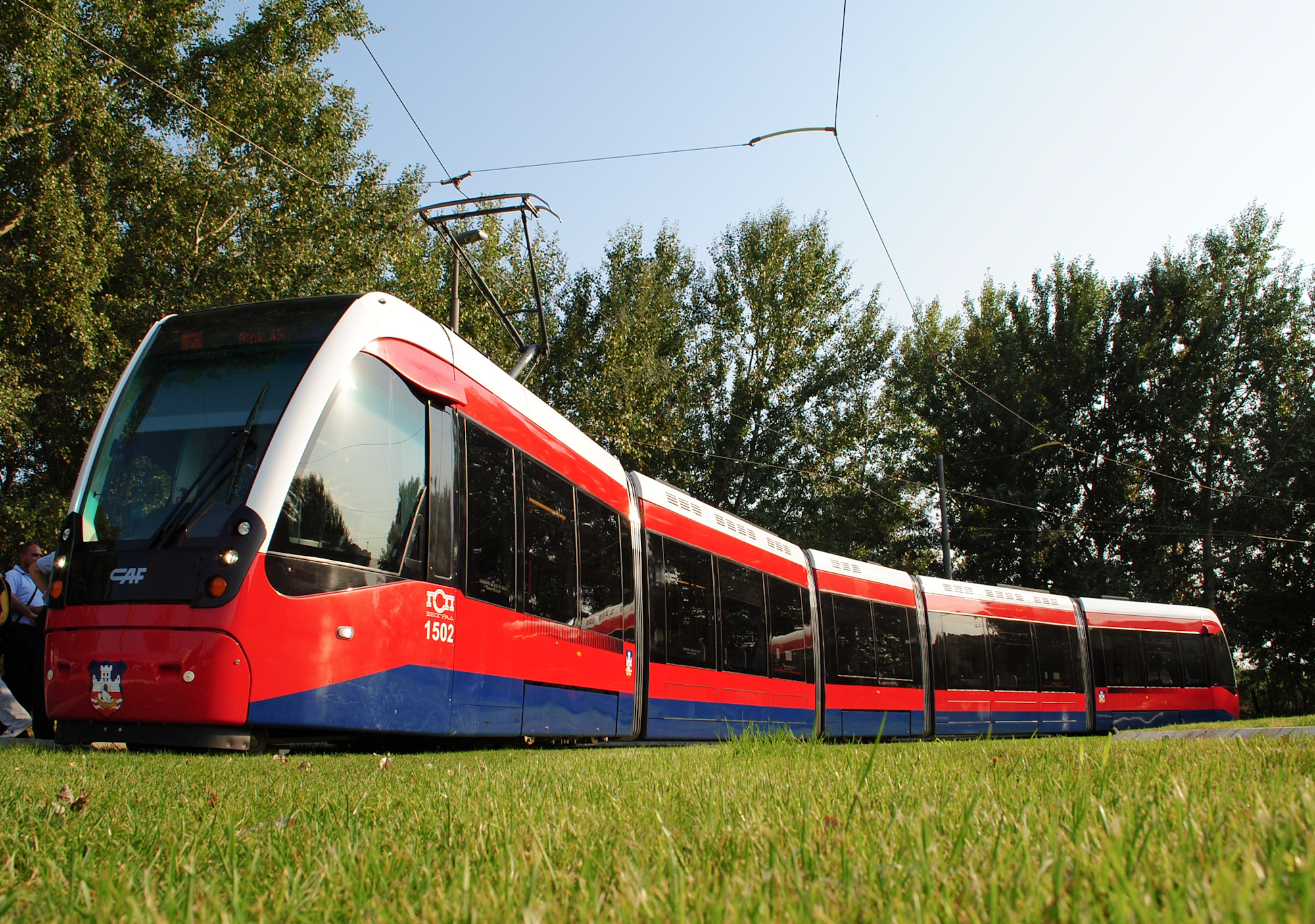
Tram di Belgrado

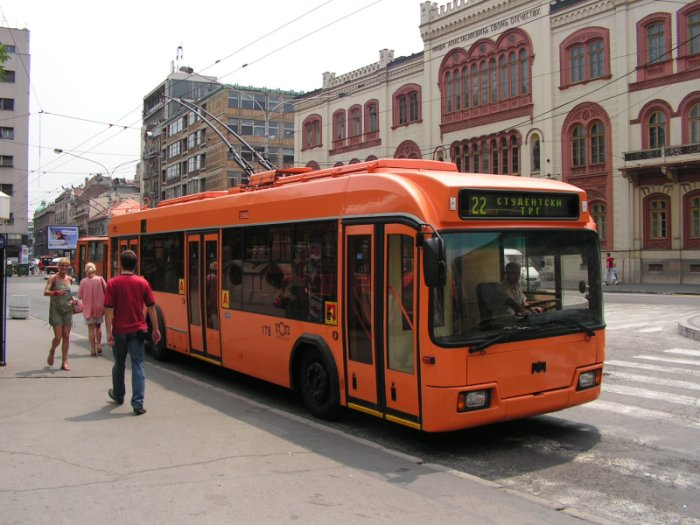
Filobus in Studenski Trg

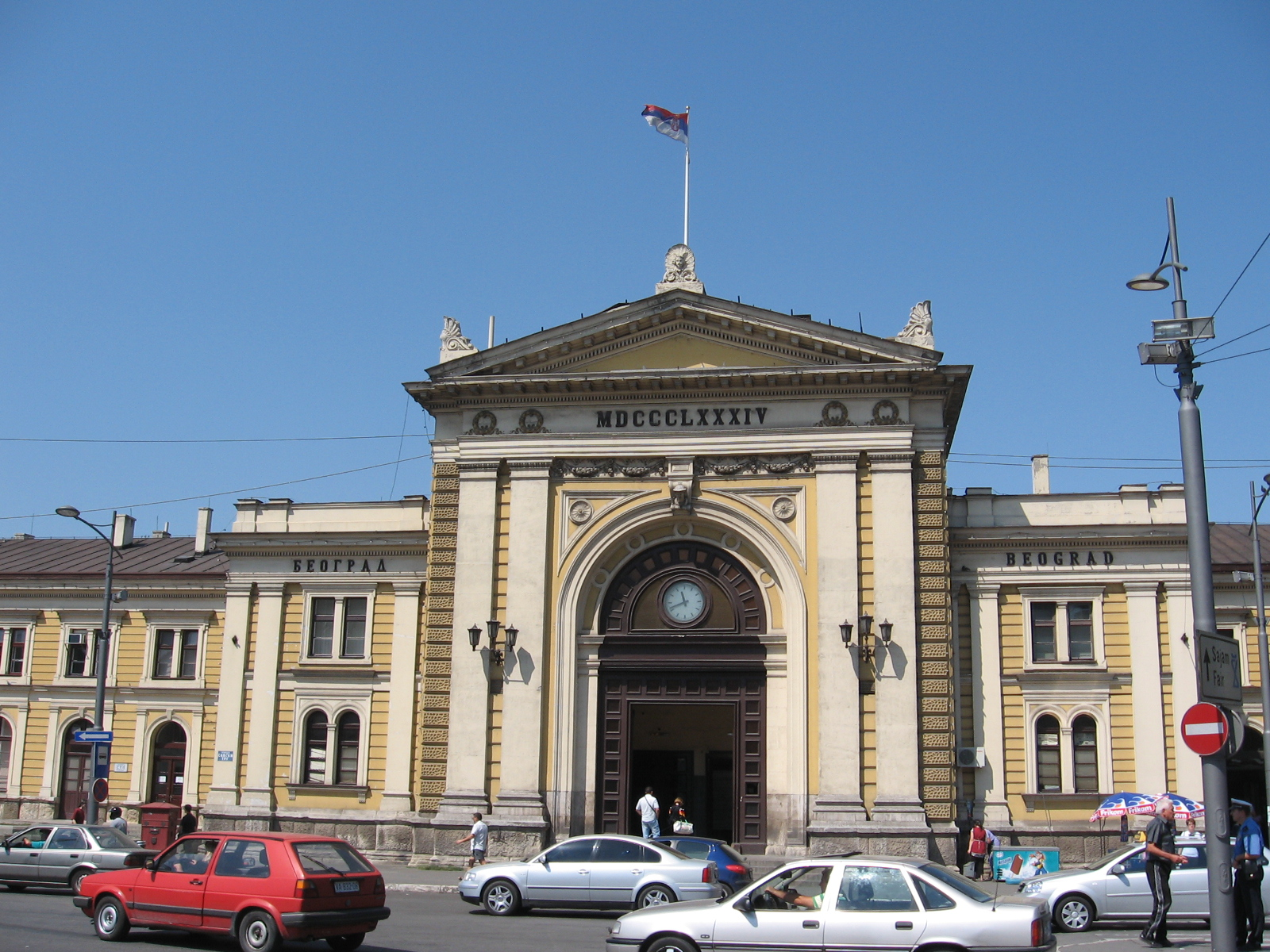
Stazione ferroviaria

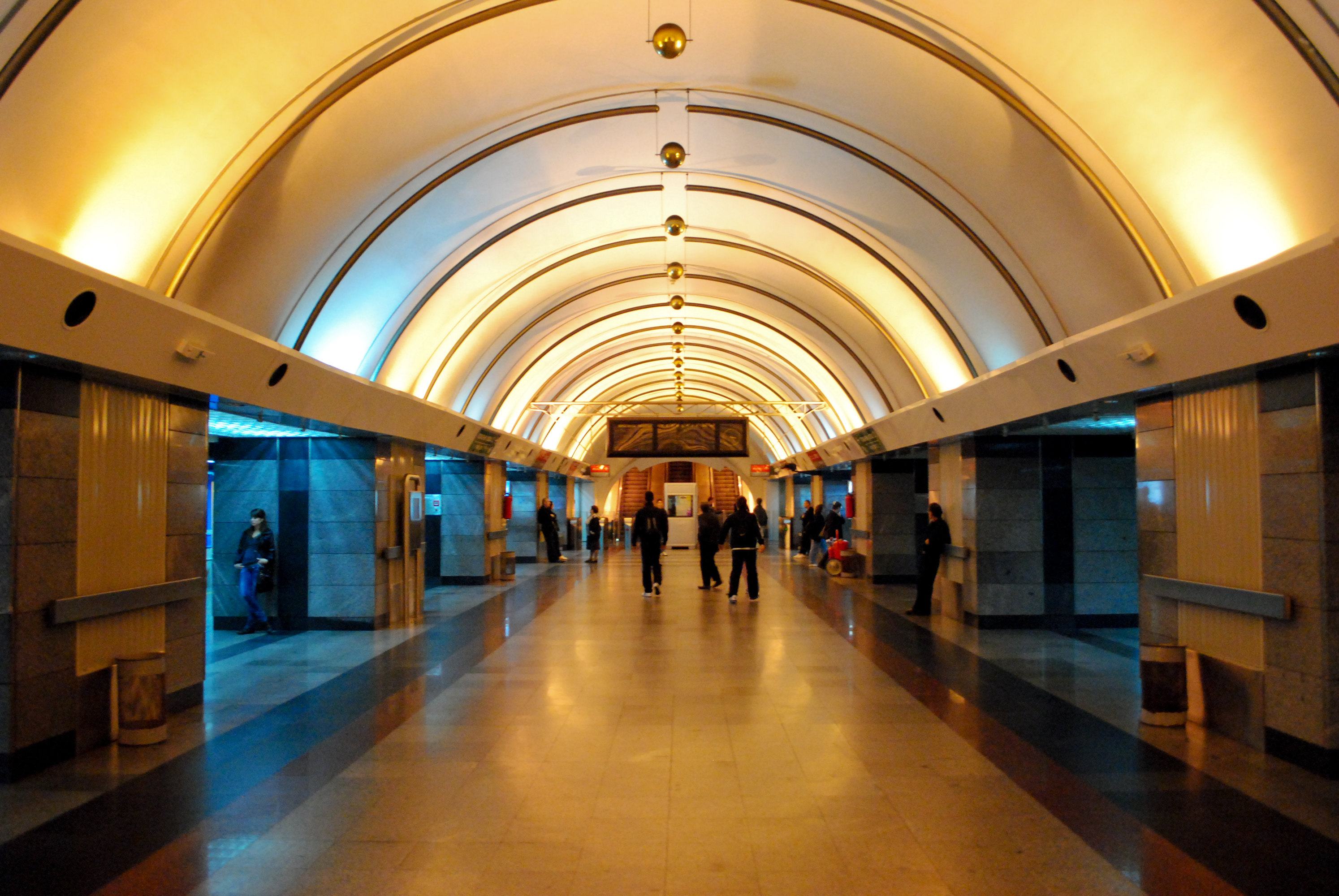
Una fermata della rete Beovoz

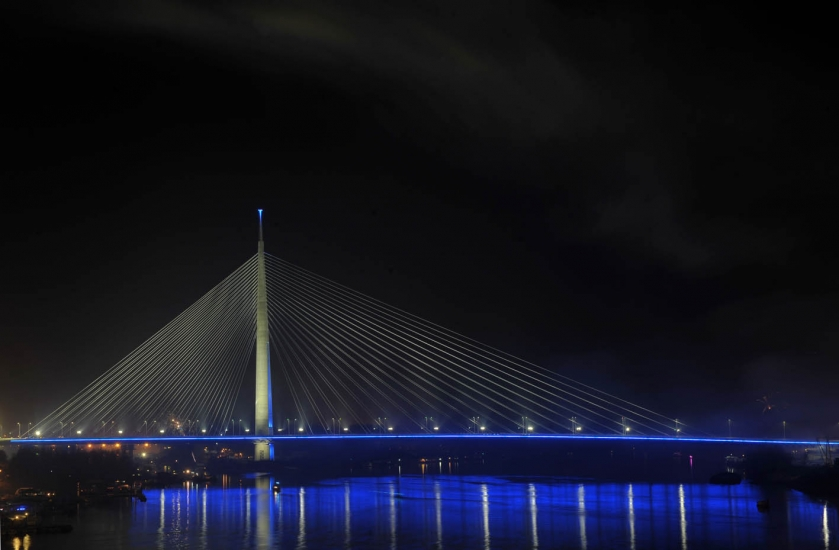
Ponte Ada

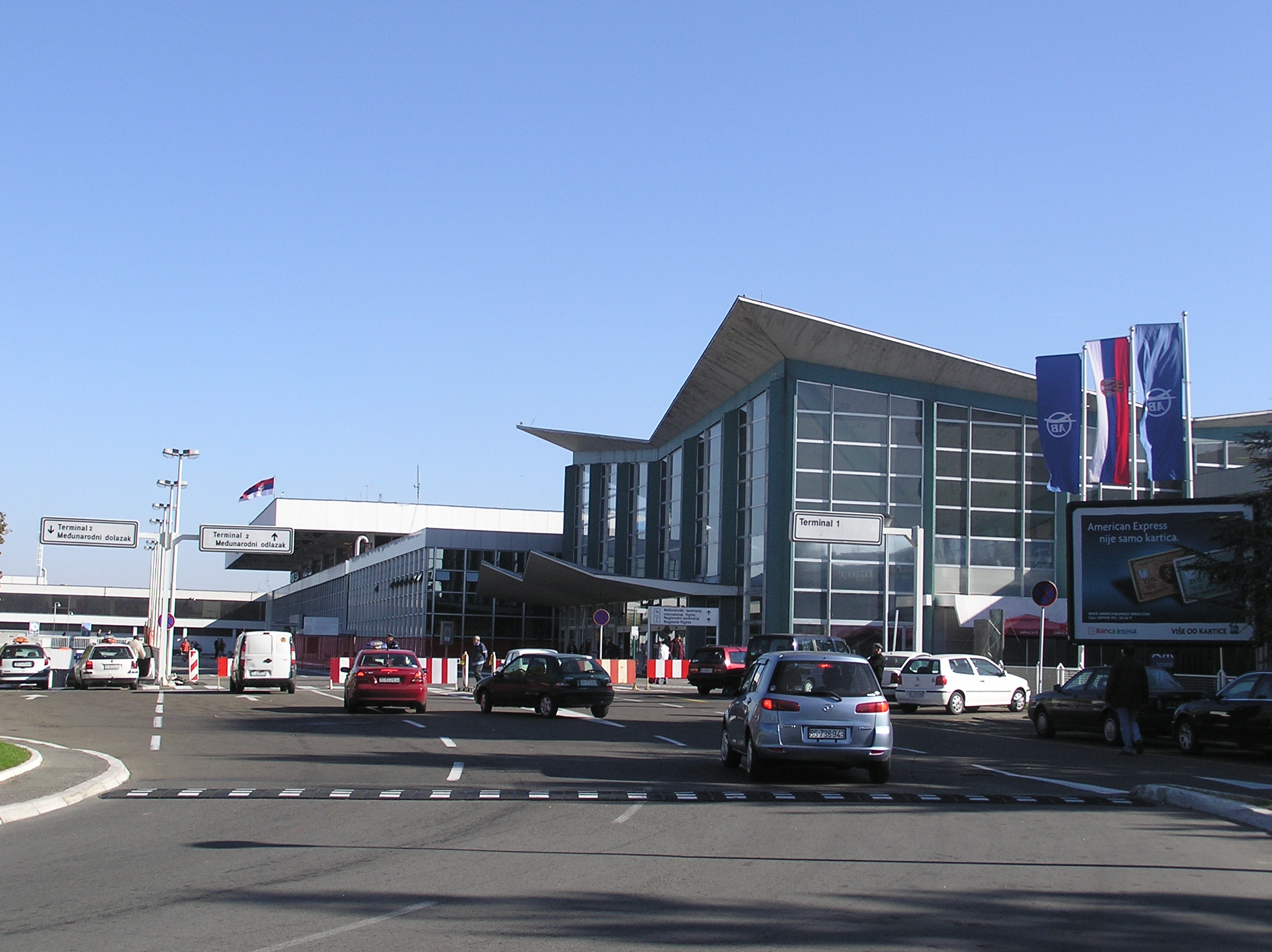
Aeroporto Nikola Tesla

Il servizio di trasporto pubblico urbano è gestito dalla società GSP Beograd ed è organizzato in 12 linee tranviarie, 8 di filobus e oltre 100 linee di autobus. Accanto al trasporto cittadino pubblico, sono numerose le compagnie private di taxi che garantiscono un'efficiente offerta di mobilità.
Il servizio di trasporto ferroviario è gestito dalle Železnice Srbije (Ferrovie di Serbia) che garantiscono, però, solo poche corse giornaliere e collegano Belgrado ad alcune città serbe tra cui Novi Sad, Niš e Subotica, e a poche località estere, tra cui Podgorica, Skopje, Salonicco, Lubiana, Zagabria e Monaco di Baviera. Le Železnice Srbije gestiscono anche il servizio Beovoz (Беовоз), una rete di trasporto ferroviario locale che unisce il centro della città ad alcuni sobborghi: la linea più lunga è quella che parte da Nova Pazova e arriva a Mladenovac, e misura 70 km. Due treni al giorno collegano inoltre Belgrado a Budapest-Vienna e a Sofia. I lavori per la costruzione di una eventuale metropolitana di Belgrado, ancora nel 2020 sono in stallo.
L'esiguo numero di collegamenti ferroviari viene superato dal grande numero di corse quotidiane del servizio di pullman. I collegamenti extraurbani sono gestiti dalla compagnia SP Lasta che unisce Belgrado soprattutto ai villaggi vicini, e da numerose altre società private che connettono la capitale alla maggior parte delle città della Serbia e dei Paesi circostanti. Attraverso la rete autostradale, Belgrado è collegata direttamente a Budapest a nord, a Zagabria e Lubiana a est, a Skopje e Sofia a sud e a Bucarest a ovest.
Situata alla confluenza tra la Sava e il Danubio, Belgrado è attraversata da alcuni ponti che garantiscono la circolazione sia ferroviaria che automobilistica tra le parti della città sulle diverse sponde dei fiumi. I ponti più importanti sono il Branko, il Gazela, il Nuovo Ponte della Ferrovia e il nuovo Ada.
Il porto di Belgrado, sul Danubio, è utilizzato per la pesca, il commercio e il trasporto passeggeri.
La città è servita da un aeroporto: il Nikola Tesla (IATA: BEG), a 12 chilometri dal centro della città, nei pressi del sobborgo di Surčin. L'aeroporto Tesla, costruito nel 1962, nel 1986 raggiunse un traffico di tre milioni di passeggeri. Le guerre che si combatterono in Jugoslavia negli anni novanta del XX secolo e i bombardamenti della NATO contro la Serbia hanno provocato una caduta verticale dei voli civili su Belgrado e il conseguente traffico passeggeri che, solo di recente, stanno aumentando: nell'anno 2007, i viaggiatori transitati per l'aeroporto sono stati più di 2 500 000.
L'ampliamento costante della superficie cittadina e il conseguente aumento del numero dei mezzi in circolazione, negli ultimi anni, hanno determinato un incremento del traffico che, spesso, si congestiona. Per ovviare a questo problema è stata progettata una circonvallazione per unire le autostrade E70 ed E75 e nel 2012 è stato inaugurato il ponte Ada a smaltire parte del traffico che si concentrava sui ponti Brankov e Gazela.

## Amministrazione
Belgrado è un municipio autonomo con una propria amministrazione. L'Assemblea cittadina (Скупштина града, Skupština grada), con sede nel Palazzo Vecchio, è composta da 110 membri eletti dal popolo per un mandato di quattro anni.
Il sindaco (Градоначелник, Gradonačelnik) è eletto dall'Assemblea cittadina e presiede il Consiglio cittadino (Градско веће, Gradsko veće) composto da 13 Consiglieri e dal Vice sindaco. Il Consiglio cittadino sovraintende all'attività dell'Amministrazione municipale (Градска управа, Gradska uprava), strutturata in 14 assessorati (Секретаријати, Sekretarijati). Il primo Sindaco di Belgrado fu Ilija Čarapić che governò la città dal 1839 al 1840 al tempo del Principato di Serbia, prima che il Paese raggiungesse la piena indipendenza; Zoran Đinđić fu primo cittadino per alcuni mesi nel 1997. Dopo le elezioni amministrative del 2008, l'assemblea cittadina ha eletto sindaco Dragan Đilas. Dal 24 aprile 2014 al 28 maggio 2018 il sindaco è stato Siniša Mali.

### Gemellaggi
Belgrado è gemellata con:
- Chicago, dal giugno 2005
- Coventry, dal 1957
- Lahore, dal 2007[53]
- Tel Aviv, dal 1990
- Lubiana, dal novembre 2010
- Stoccolma
- Corfù, dal 2010

### Cooperazioni
Belgrado coopera con:
- Atene, dal novembre 1966
- Banja Luka, dal 2005 - Bosnia ed Erzegovina[54]
- Pechino, dal ottobre 1980
- Berlino, dal novembre 1978
- Düsseldorf, dal febbraio 2004
- Kiev, dal maggio 2002
- Madrid, dal maggio 2001
- Milano, dal novembre 2000
- Mosca, dal dicembre 2002
- Roma, dal ottobre 1971
- Lubiana, dal ottobre 2003
- Skopje, dal giugno 2006
- Zagabria, dal ottobre 2003
- Podgorica, dal 2006
- Vienna, dal 2019
- Rabat, dal 2017
- Seul, dal 2017
- Berna, dal 2016

## Sport

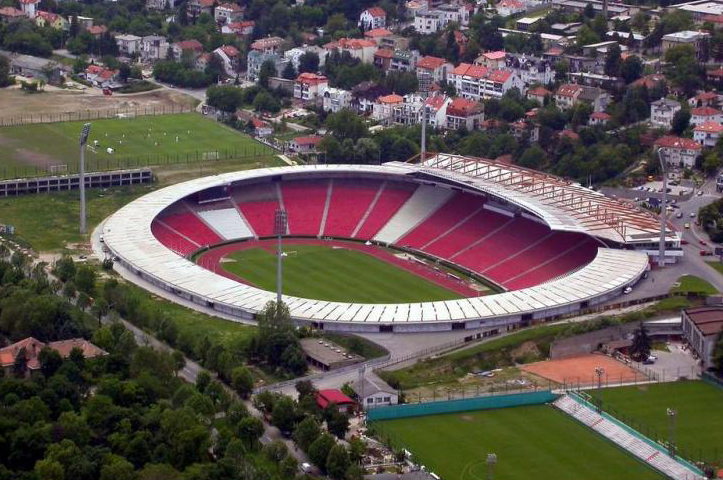
Lo stadio Rajko Mitić

Le due principali squadre del campionato serbo di calcio sono di Belgrado: si tratta della Stella Rossa (Црвена звезда/Crvena zvezda) e del Partizan (Партизан), che posseggono ciascuno un proprio stadio. Il derby fra le due formazioni, nota come il Derby eterno (вечити дерби/večiti derbi), è tra le sfide più sentite d'Europa e spesso sfocia in episodi di violenza. Alcune delle altre associazioni calcistiche cittadine sono l'OFK Belgrado, l'FK Obilić Belgrado, l'FK Rad Belgrado, e l'FK Zemun.

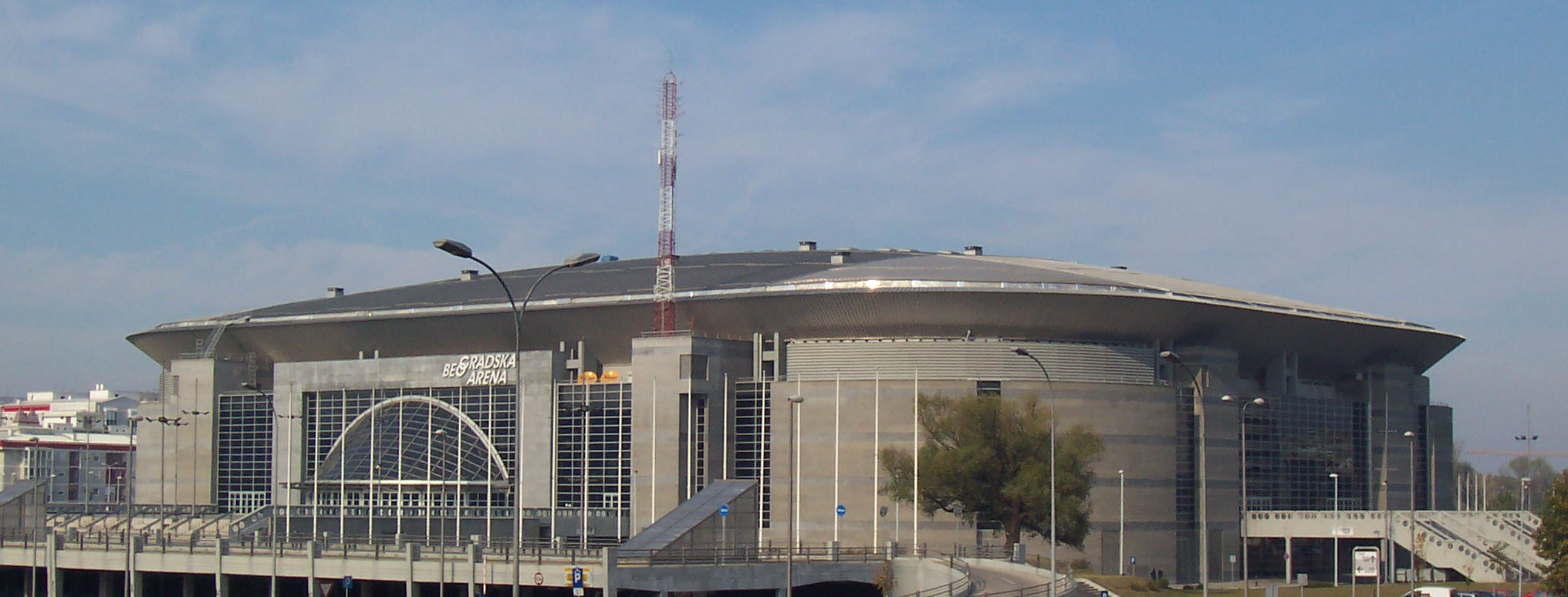
La Beogradska Arena

Moltissime le squadre di pallacanestro: il Partizan, unica squadra serba a vincere una Coppa dei Campioni, e la Stella Rossa, sono le due squadre principali facenti parte delle rispettive polisportive; ma altri club sono l'OKK Belgrado, il BKK Radnički, il Mega Vizura Belgrado, l'FMP Belgrado e il Superfund Belgrado.
A Belgrado ci sono circa mille strutture sportive equipaggiate per accogliere incontri di quasi tutte le discipline atletiche.
Importanti impianti sportivi sono il Centro cittadino per la cultura fisica, il Centro sportivo di Novi Beograd dedicato allo sport di bambini e ragazzi non professionisti, la Beogradska Arena (Београдска Aрена) dove vengono giocati tornei di pallacanestro, pallavolo, tennis, pallamano e atletica, e il Centro sportivo e ricreativo "Tašmajdan" (Спорско-рекреативни центар «Ташмајдан»), dove si tengono gare di nuoto, pallanuoto e scherma, e sono praticate la ginnastica, l'aerobica e il fitness. Qui si sono tenuti nel 1973 i primi Campionati mondiali di nuoto. All'interno del Complesso, nella Hala Aleksandar Nikolić giocano le squadre belgradesi di pallacanestro, ossia il KK Partizan, il KK Stella Rossa e l'OKK. In città sono presenti anche un ippodromo. e un golf club Dal 2009 al 2012, la città ha ospitato il Serbia Open, torneo di tennis su terra rossa, organizzato dalla famiglia Đoković. Lo stesso Novak Đoković, considerato uno dei più grandi tennisti della storia, è originario della città, ed ha vinto il titolo nel 2011.
La città è stata sede, recentemente, di diverse competizioni sportive internazionali, come il Campionato Europeo Maschile di Pallacanestro del 2005 e il Campionato europeo maschile di pallavolo del 2005. Nel 2016, presso la Beogradska Arena, si è disputata la 32ª edizione del Campionato Europeo di Pallanuoto, maschile e femminile. Il campionato maschile è stato vinto dalla nazionale serba, che si è imposta in finale sul Montenegro, vincendo il terzo titolo continentale consecutivo.
Belgrado si è anche candidata, senza, però, essere scelta, per accogliere due edizioni delle Olimpiadi, quella del 1992, tenutasi a Barcellona e quella del 1996 che ha avuto luogo ad Atlanta; mentre, nel 2009 ha ospitato la XXV Universiade.
A Belgrado sono presenti due squadre di football americano: i Beograd Vukovi - la squadra più titolata del Paese - e i Belgrade Blue Dragons.